# あすと長町
あすと長町（あすとながまち）は宮城県仙台市太白区の町丁。郵便番号は982-0007。住民基本台帳に基づく人口は6,639人、世帯数は2,821世帯（2025年1月1日現在）。現行行政地名はあすと長町一丁目からあすと長町四丁目。全域で住居表示を実施している。
日本国有鉄道の民営化と貨車操車場の廃止により発生した長町機関区の大規模な貨物ヤード跡地を中心に、宮城県と仙台市の要請により都市機能更新型土地区画整理事業としてUR都市機構が整備を行った。同時にJR東北本線の高架化や太子堂駅の設置、超高層マンションや大型商業施設などの建設が進み、現在では仙台の新たな拠点として市街地整備が進んでいる。

## 地理

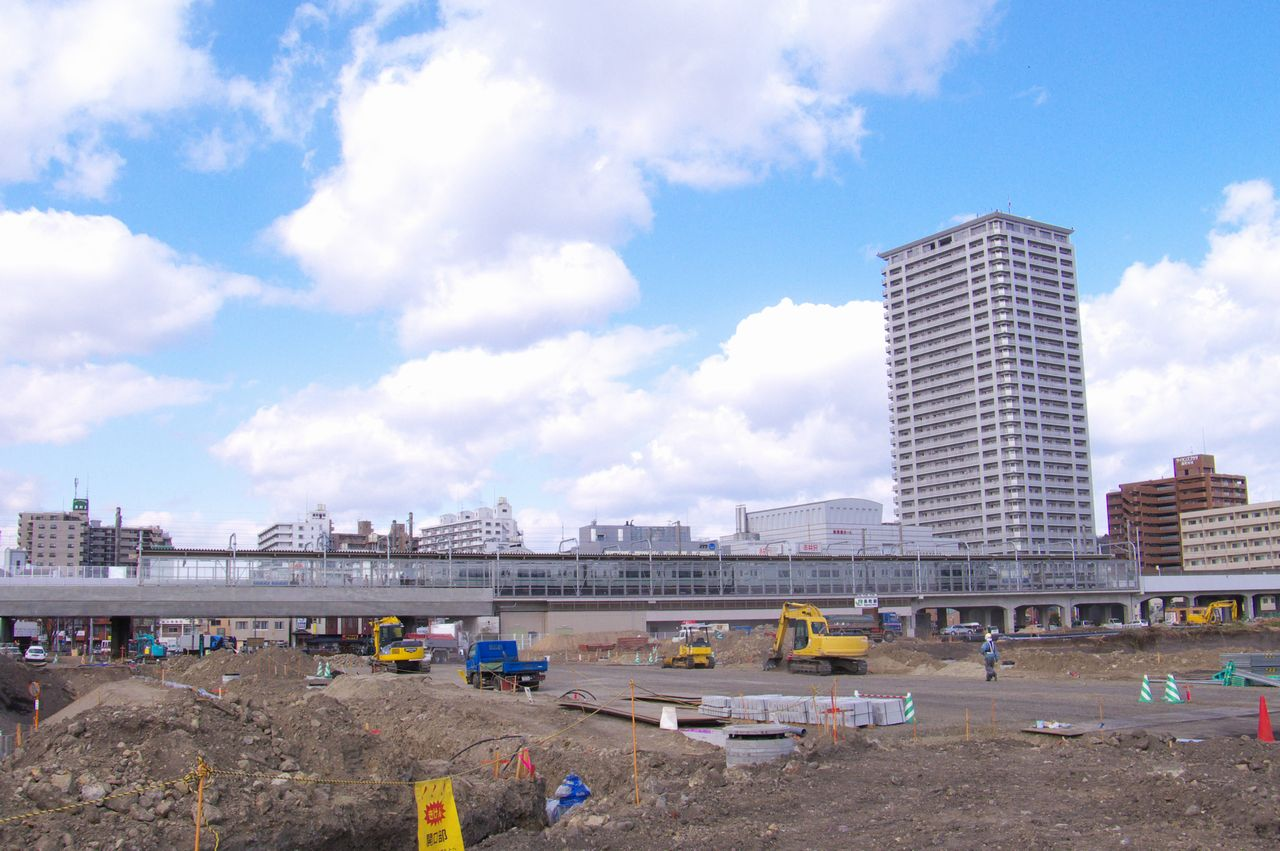
造成が進む長町駅東口（2007年3月16日）

宮城県仙台市の南部、長町地区のうち東北本線の東側、長町機関区跡地にあたる。東は長町と、西は郡山と、南は太子堂・諏訪町と、北は八本松と接する。かつて旧国道4号だった宮城県道273号仙台名取線（広瀬河畔通）や仙台市主要地方道90号仙台南環状線が通る。
歴史は古く、多賀城創建以前に陸奥国府だったと推定されている郡山遺跡をはじめ、7世紀前半から8世紀初めごろの竪穴建物跡が700棟以上見つかっており、古代の律令体制下において重要な地だったとされている。主な遺跡として長町駅東遺跡・西台畑遺跡・郡山遺跡が存在し、このうち長町駅東遺跡と西台畑遺跡は1998年（平成10年）から発掘調査が始まり、郡山遺跡に存在した官衙の造営や運営に関わった人々が生活していたと考えられている。
明治に入り東北本線が開通、大正には長町操車場が設置され、昭和になると貨物輸送の増加に伴い東北一の規模を持つようになった。当時のあすと長町は不整地で接道条件も十分でなく、鉄道施設の用地や工場、住宅が混在した土地利用となっており、郡山地区は長町地区から隔離され、バスなどの公共交通機関が入れない状態になっていた。
「仙台市にとっては今世紀最後のプロジェクト」「最後に残された最大の都市空間」とも称された旧国鉄の長町機関区貨物ヤード跡地の開発事業により、仙台の副都心として開発が進められた。景気低迷やリーマン・ショックによって計画が停滞するも、東日本大震災によって仙台市に人口が流入し、保留地の残るあすと長町は商業施設や高層マンションの建設ラッシュが起こった。

### 都市計画
あすと長町は2021年（令和3年）3月に策定された仙台市都市計画マスタープランにおいて、長町地区の一部として「広域拠点」に位置付けられている。当初は業務・商業を中心とした「長町副都心」として計画されたが、社会状況の変遷とともに土地利用の見直しが行われ、現在は住宅も立地する広域拠点となった。都市づくりにおけるエリア図では「商業・業務ゾーン」「商業・業務・居住ゾーン」に分類され、交通結節機能と都市基盤の特性を生かし、賑わいを生む商業・業務施設の立地を誘導することが方針として定められた。
都市計画法上では全域が防火地域・準防火地域に、あすと長町三丁目の一部が第4種高度地区に指定されている。また、仙塩広域都市計画の地区計画の名称ではあすと長町南部地区・あすと長町北部地区・あすと長町中央地区にあたる。それぞれの地区整備計画名と用途地域は以下の通り。
| 地区計画           | 地区整備計画名        | 用途地域       | 地区計画決定日            |
| ------------------ | --------------------- | -------------- | ------------------------- |
| あすと長町南部地区 | 太子堂駅周辺A地区     | 商業地域       | 2006年（平成28年）1月27日 |
| あすと長町南部地区 | 太子堂駅周辺B地区     | 商業地域       | 2006年（平成28年）1月27日 |
| あすと長町南部地区 | 沿道商業業務地区      | 近隣商業地域   | 2006年（平成28年）1月27日 |
| あすと長町南部地区 | 大通り線周辺南部A地区 | 近隣商業地域   | 2006年（平成28年）1月27日 |
| あすと長町南部地区 | 大通り線周辺南部B地区 | 近隣商業地域   | 2006年（平成28年）1月27日 |
| あすと長町南部地区 | 太子堂駅南部A地区     | 近隣商業地域   | 2006年（平成28年）1月27日 |
| あすと長町南部地区 | 太子堂駅南部B地区     | 第二種住居地域 | 2006年（平成28年）1月27日 |
| あすと長町南部地区 | 太子堂駅南部B地区     | 近隣商業地域   | 2006年（平成28年）1月27日 |
| あすと長町南部地区 | 太子堂駅南部B地区     | 工業地域       | 2006年（平成28年）1月27日 |
| あすと長町南部地区 | 生活サービス地区      | 第二種住居地域 | 2006年（平成28年）1月27日 |
| あすと長町南部地区 | 一般住宅地区          | 第二種住居地域 | 2006年（平成28年）1月27日 |
| あすと長町北部地区 | 杜の広場周辺A地区     | 商業地域       | 2007年（平成19年）5月18日 |
| あすと長町北部地区 | 杜の広場周辺B地区     | 商業地域       | 2007年（平成19年）5月18日 |
| あすと長町中央地区 | ⾧町駅周辺A地区       | 商業地域       | 2007年（平成19年）5月18日 |
| あすと長町中央地区 | ⾧町駅周辺B地区       | 商業地域       | 2007年（平成19年）5月18日 |
| あすと長町中央地区 | 大通り線周辺A地区     | 商業地域       | 2007年（平成19年）5月18日 |
| あすと長町中央地区 | 大通り線周辺B地区     | 商業地域       | 2007年（平成19年）5月18日 |

### 地名の由来
あすと長町の「あす」は日本語の「明日」と英語の第一人称複数目的格である「us」を掛けており、これに「と（都）・街」を付け「未来の私たちの街」という意味が込められている。

## 歴史

### 近世まで
長町駅東遺跡では地表面下約3メートルから5メートルの土層より、縄文時代前期・後期・晩期の土器が出土しており、当時から人が住んでいたことが判明している。また、同遺跡では弥生時代中期の竪穴建物跡や土器埋設遺構、土壙墓、水田跡も発見されている。7世紀前半から8世紀初頭にかけては官衙が設置され、竪穴建物跡が多数発見されていることから、造営および運営に携わった人々が生活していたと考えられている。
1056年（天喜4年）には陸奥守鎮守府将軍であった源頼義が安倍頼時を征し、人民を治めるため諏訪神社が創建され、旧境内の社殿後方には1309年（延慶3年）建立の「諏訪の碑」という石碑がある。
鎌倉時代頃には名取郡のうち北方と呼ばれる範囲に属しており、南北朝時代以降は粟野氏の勢力下にあった。寛正年間には忠重助五郎と子の高國が共に北目城（現在の郡山字舘ノ内付近）へ移り、忠重助五郎のもう一人の子である國定萬次郎は文明年間に石堂頼平に属して伊達成宗と戦いを行った。1482年（文明14年）に戦いに敗れ、一帯は伊達氏の配下となった。永禄年間には高國の孫である宗國によって諏訪神社の社殿が再建された。粟野氏は1550年（天文19年）に伊達稙宗から戦いを交え、北目城は1591年（天正19年）には伊達政宗によって落城した。北目城は伊達政宗が関ヶ原の戦いから仙台城へ移るまで居城にしていたとされている。
かつては奥州街道が通っており、1617年（慶長17年）に伊達政宗によって長町宿が置かれ、その賑わいから奥州一の宿場とされていた。長町宿が置かれたのは現在の長町付近であり、当時は二村にまたがって宿場が存在したことから、根岸村分は北長町、平岡村分は南長町と呼ばれていた。

### 近代

#### 行政区画
行政区画としては陸前国名取郡根岸村・平岡村・郡山村の各一部にあたり、明治4年7月14日（1871年8月19日）に廃藩置県によって仙台県の管轄に、明治5年1月8日（1872年2月16日）に宮城県へ改称された。同年4月9日（6月10日）には大区小区制の施行により宮城県第14大区小1区となり、1874年（明治7年）には第8大区小5区に変更された上、根岸村と平岡村が統合され長町村となった。当時あすと長町に鎮座していた諏訪神社は明治5年（1872年）に郡山村の村社に列されている。大区小区制は1878年（明治11年）10月21日に廃止され、1889年（明治22年）4月1日には新たに町村制が施行、全域が茂ヶ崎村となった。1915年（大正12年）2月1日、茂ヶ崎村は町制施行と同時に改称して長町となり、郡役所廃止後の1928年（昭和3年）4月1日には仙台市に編入され、仙台市大字長町および大字郡山の各一部となった。

#### 鉄道の開通

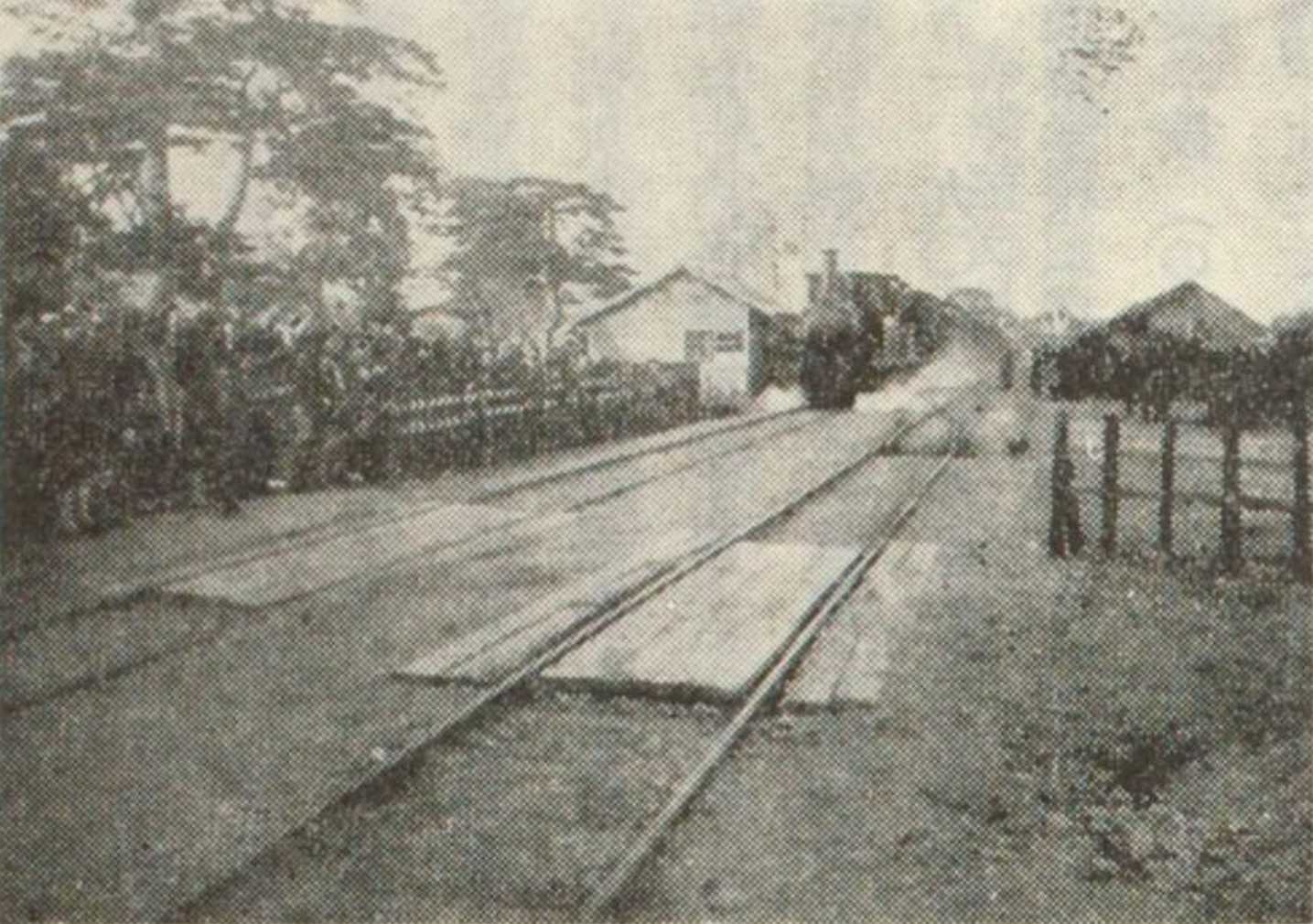
長町駅から出征する第2師団を見送る人々（日清戦争時）

1887年（明治20年）、日本鉄道によって現在のあすと長町付近に鉄道が通過したが、当初は駅が設置されなかった。しかし、1894年（明治27年）日清戦争によって大日本帝国陸軍第2師団が長町から出征したことをきっかけに駅が設置され、1896年（明治29年）に長町駅が開業した。東北本線による貨物輸送は開業以降増加の一途を辿り、仙台駅では貨物の取扱作業が東北方面において最も難しいとされていた。このため、1924年（大正13年）に長町操車場が設置された。また、諏訪神社は境内地が長町操車場の敷地として買収されたため、現在地の郡山五丁目に遷座している。

### 長町操車場の盛衰
| 年度            | 扱車数 | 扱車数 | 扱車数 | 扱車数 | 通過車 | 合計  |
| 年度            | 到着   | 発送   | 中継   | 小計   | 通過車 | 合計  |
| --------------- | ------ | ------ | ------ | ------ | ------ | ----- |
| 1934年          | 119    | 148    | 677    | 974    | 242    | 1,216 |
| 1935年          | 146    | 146    | 786    | 1,078  | 257    | 1,335 |
| 1936年          | 161    | 160    | 847    | 1,168  | 279    | 1,447 |
| 1937年          | 174    | 174    | 994    | 1,342  | 290    | 1,632 |
| 1938年          | 162    | 161    | 1,109  | 1,423  | 300    | 1,723 |
| 1939年          | 163    | 164    | 1,153  | 1,480  | 391    | 1,871 |
| 1940年          | 149    | 148    | 1,173  | 1,470  | 301    | 1,771 |
| 1941年          | 149    | 148    | 1,201  | 1,498  | 310    | 1,808 |
| 1942年          | 128    | 128    | 1,368  | 1,624  | 282    | 1,906 |
| 1943年          | 127    | 127    | 1,304  | 1,558  | 319    | 1,877 |
| 1944年          | 121    | 121    | 1,236  | 1,478  | 482    | 1,960 |
| 1945年 （12月） | 91     | 89     | 637    | 817    | 30     | 847   |
| 1946年 （4月）  | 106    | 109    | 801    | 1,016  | 145    | 1,161 |
| 1948年          | 138    | 138    | 987    | 1,263  | 341    | 1,604 |
| 1949年          | 134    | 134    | 1,094  | 1,362  | 309    | 1,671 |
| 改良工事後      |        |        |        |        |        |       |
| 1955年 （9月）  | 203    | 164    | 1,511  | 1,878  | 190    | 2,068 |

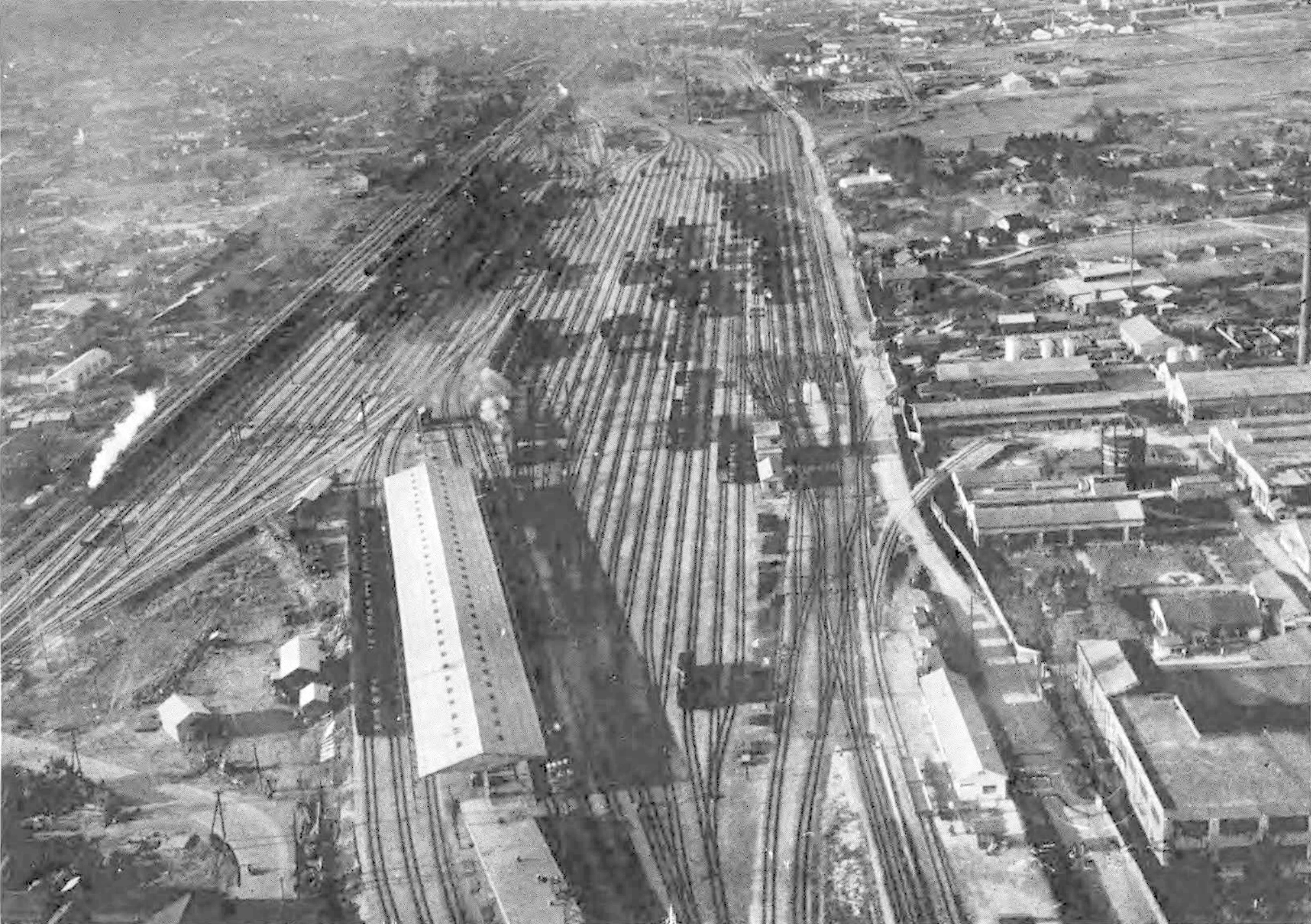
長町操車場（1954年）

第二次世界大戦後の国土開発により、東北本線の大宮操車場・常磐線の田端操車場と青森操車場との中間地点に位置する長町操車場は、東北地方最大の操車場として発展した。仙塩地区の貨物基地や東北地方と京浜工業地帯の貨物輸送の基点として輸送状況は急激に増加した反面、線路容量は限界に近づいたことから、1950年（昭和25年）10月には大規模な改良工事が開始された。
工事前の長町操車場は一日平均で300両前後の貨車が常時通過する状況にあり、一ノ関駅、小牛田駅、福島駅、郡山駅、原ノ町駅の各駅の負担となっていたほか、東北本線の輸送力を抑制する原因となっていた。操車場は開業以来、仕分線の増設など拡幅が行われていたが、入換能力の向上については根本的な対策が講じられておらず、1949年（昭和24年）8月の調査によって稼働率は下りの入換線が91.5%、上りの入換線が89％に留まっていた。
改良では宮城野貨物駅や宮城野貨物線の新設による小運転を考慮した上、さらに従来より40％増の2,400両を取り扱う計画により、約140,000立方メートルの盛土など大規模な工事が施行された。この工事は1955年（昭和30年）5月1日に下り組成入換線の使用開始を以て大部分が竣工し、同年9月の一日平均扱車数は大きく増加し、通過車数は半減するに至った。
長町操車場の改良工事と同時に、構内南端において平面交差していた国道4号との立体交差事業も行われた。当時平面交差していた国道4号は仙台市内に入る唯一の道路であったため一日で自動車延べ1,200台が往来し、東北本線も同線内で最も列車の往来が激しい区間であったことから、遮断回数は100回に及ぶ開かずの踏切となっていた。国鉄は第一種踏切として4人の踏切警手と踏切警報機を設置していた。このような状況に内務省も事業の必要性を認め、事業の計画が行われていたが、戦争によって頓挫していた。工事においては国鉄と建設省との間で工事費の分担方法を巡り着工までに難航を重ねたが、1953年（昭和28年）12月1日に協定が成立し、長町こ線橋として1954年（昭和29年）12月に竣工した。鉄道と道路を立体交差化させた東北初の橋として半世紀に渡り利用されていたが、あすと長町土地区画整理事業の進捗に伴い、2006年（平成18年）12月3日に渡り納めが行われ廃止された。
1960年代に入ると、モータリゼーションの急速な進展に伴うトラック便の急増により、輸送量が減少し、長町操車場についても貨車置き場のような状態になっていた。貨物輸送を含めた収支の悪化を受け、国鉄は日本国有鉄道経営再建促進特別措置法に基づき経営改革を行い、1984年（昭和59年）にヤード集結型輸送を全廃した。同年2月、長町操車場も同時に廃止され、これを契機に土地利用の調査が行われるようになった。

### 土地区画整理事業の開始

#### 事業の検討
長町操車場の廃止に伴い、1983年（昭和58年）には宮城県・仙台市・日本国有鉄道・運輸省・建設省・学識経験者を含む「仙台市長町地区土地利用計画調査検討委員会」が設立され、宮城県と仙台市によって初めて地区の現況調査が開始された。翌年度には宮城県と仙台市に加え、住宅・都市整備公団を交えた三者による基本構想策定調査が行われ、当時の仙台市長である石井亨が掲げた4つの副都心（泉中央・長町・愛子・仙台港）の拠点事業として位置付けられた。副都心構想は当初長町商店街周辺の再開発を対象としていたが、操車場跡地の売却構想が引き金となり構想に取り入れられた。操車場跡の貨物ヤードが売却されるのは予想されておらず、市長の石井は当時「ヤード地域を全部、市で購入してもいい」と言ったほど開発に意欲的だったとされ、箱物行政を推し進める上で絶好の立地だったとの見解もある。
1986年（昭和61年）にはさらに国鉄を含めた四者による基本計画策定調査を行い、翌年度には区画街路や公園など基盤整備事業の青写真づくりに着手、1988年（昭和63年）には建設省の新都市拠点整備事業としての調査が進められた。この間に国鉄は分割民営化を迎え、跡地は日本国有鉄道清算事業団が保有することになった。1990年（平成2年）には事業化検討調査に入り、1992年（平成4年）からは都市計画決定に関する地元説明会が行われ、ここで初めて土地区画整理事業を行う方針が公表された。事業の発表後、郡山二丁目・六丁目などの地権者の約7割から8割が参加する「長町駅東地区区画整理研究会」や、郡山一丁目の住民による「反対する会」が発足し、白紙撤回を求める陳情書を当時の市長・藤井黎に提出するなど、開発に対する反対運動が起こった。
1993年（平成5年）2月、国鉄清算事業団の第26回資産処分審議会にて「長町地区の土地利用に関する計画」の答申が出され、以下の基本方針が示された。
これにより、当初国鉄清算事業団が計画していた長町機関区の長町駅北部（東北新幹線と東北本線に挟まれた位置）移転を土地区画整理事業の一環として地区外へ移転する方針に変更した。同年4月には住宅・都市整備公団による事業の地区採択が大蔵省によって行われ、住宅・都市整備公団仙台事務所が開設された。

#### 事業の開始
| 所有者                 | 面積(ha) |
| ---------------------- | -------- |
| 日本国有鉄道清算事業団 | 30.0     |
| 東日本旅客鉄道         | 16.0     |
| 東北ゴム               | 18.2     |
| 北日本電線             | 18.2     |
| 日本通運               | 18.2     |
| トーキン               | 18.2     |
| その他                 | 27.3     |
| 計                     | 91.5     |

1995年（平成7年）6月、仙台市・東日本旅客鉄道・日本貨物鉄道・国鉄清算事業団の四者によって「長町機関区移転に関する基本協定」が締結し、これを契機に同年11月10日には施行区域等の都市計画が決定。事業名を「仙塩広域都市計画事業仙台市長町副都心土地区画整理事業」、施行範囲は91.1ヘクタールとした。11月28日には宮城県と仙台市による住宅・都市整備公団への正式な事業要請を行い、三者の間で覚書が締結された。翌1996年（平成8年）9月13日の都市計画変更、11月21日の施行規程および事業計画の縦覧を経て、1997年（平成9年）5月2日、建設省告示第1170号によって土地区画整理事業認可が告示された。1997年（平成9年）の土地区画整理事業認可時の計画面積は91.5ヘクタール、うち施行範囲の土地所有者は246人であり、そのうち200人が個人、残り46人が法人だった。法人では、国鉄清算事業団、続いて東北新幹線や東北本線の軌道部分も所有する東日本旅客鉄道、東北ゴム、北日本電線、日本通運、トーキンの順に広い土地を所有していた。
事業開始時の経済効果は2,600億円から1兆円と試算され、当時の太白区は夜間人口が昼間人口と比較し約5万人少なかったことから、副都心の開発によるオフィス街の出現と雇用機会の増加も期待されていた。また、国内資本だけではなく海外へのアピールを積極的に行い、シンガポールやアメリカ合衆国のダラスでシティセールスが行われた。

#### 企業の移転と仙台市音楽堂の建設計画

都市計画変更後の土地利用計画図。変更前は図上部の医療・福祉施設地区に音楽堂が建設される予定だった。
大規模集客施設地区
高度商業・業務地区
商業業務複合地区
商業業務・住宅複合地区
住宅・商業業務複合地区
住宅地区
沿線商業・業務地区
医療・福祉施設地区
駅前広場
鉄道
公園
杜の広場
歩行者専用道路

1998年（平成10年）2月27日には、中核となる杜の広場と仙台市音楽堂の都市計画が決定した。仙台市音楽堂は1992年（平成4年）9月から基本構想の検討が仙台市によって行われ、基本構想検討委員会が同年11月に当時の仙台市長である石井亨へ報告されていた。基本構想当初の計画では1999年（平成11年）に完成を目指し、仙台フィルハーモニー管弦楽団の活動拠点とすることなどが報じられたが、1997年（平成9年）11月29日の基本計画策定委員会によって当時の市長・藤井黎へ計画変更の答申が行われ、長町副都心土地区画整理事業施行地内の大規模集客施設街区（東北ゴム・北日本電線・日本通運敷地）に着工することが決定した。計画を変更した背景として、若い音楽家のためのチャイコフスキー国際コンクール（1995年開催）を継続して開催したいとの意図により、世界へ発信できる施設を目指すためとされており、完成は当初より4年遅い2003年（平成15年）の予定となった。
1999年末の時点で仙台市音楽堂の3ヘクタールおよび杜の広場の1.5ヘクタール分の土地を仙台市土地開発公社によって先行取得しており、立地企業のうち東北ゴムは宮城野区港の仙台港工業団地へ本社と工場の移転を行った。また、北日本電線は国道286号沿いの太白区鈎取字向井原前にある鈎取事務所内に新社屋を建設し、2000年（平成12年）5月に本社を移転させた。日本通運は若林区卸町東に移転し、物流センターを開設した。これを受け2000年度から都市基盤整備公団は移転が完了した敷地から大規模な造成工事に取り組み、企業への移転補償を中心に290億円の資金投下を行った。同時期には民間企業47社が参加する施設立地研究会が発足し、企業立地について研究会が行われた。
仙台市音楽堂の完成予定はさらに遅れ、1999年末の時点で3年の遅れが生じた。音楽堂の事業規模は約100億円で、期間調整のため設計は行われておらず、早くて2001年度以降に設計が完了すると見込まれていた。2000年（平成12年）4月26日に行われた副都心構想調査特別委員会では財政上の事情を理由に建設の先送りを都市整備局長が表明していたが、音楽堂の計画撤回については否定し、大きな箱物については先送りせざるを得ないとの見解を示していた。
2001年（平成13年）9月25日、仙台市民や学識経験者、関係団体などで構成される長町まちづくり計画検討委員会は、第10回委員会において「長町まちづくり計画策定に関する提言」を取りまとめ、同年10月9日に市長である藤井黎へ提出した。提言では仙台市音楽堂を含む大規模集客施設街区について、「まちづくり全体の先導的施設であることを十分に認識し、早急な検討と建設の具体化を図っていくべき」との見解が盛り込まれた。この提言を受けて2002年（平成14年）4月に策定された「”あすと長町”まちづくり基本方針」では、社会情勢や財政事情を考慮し、当面の間は計画を凍結することを公表した。

2006年（平成18年）2月22日、仙台市議会の定例会にて仙台市立病院の移転先を問われた市長の梅原克彦は以下のように述べ、音楽堂の予定地へ市立病院を移転する方針を明らかにした。
同年10月には音楽堂予定地を市立病院移転先として正式決定し、翌年5月18日の都市計画の変更により音楽堂は正式に廃止となった。

#### 仙台空中中華街構想
あすと長町に中華街を誘致する構想は2000年（平成12年）4月26日に行われた副都心構想調査特別委員会にて委員の岡本章子が「うわさ」として取り上げたり、仙台市政だより平成12年6月号で一般募集されたまちづくり計画への意見提案として「中華街の誘致」が寄せられたりと、度々議論が行われていた。また、1997年（平成9年）から仙台市は横浜中華街と意見交換を行い、進出を促していた。
あすと長町の商業施設の立地が決まらない中、中国の浙江省温州市に拠点を置く投資ファンド「中瑞財団」は、土地区画整理事業地内に中華街を建設する構想が打ち出した。中瑞財団は2005年（平成17年）6月に仙台市役所を訪問し、当時の市長である藤井黎へ投資構想の受け入れ協力を要請、藤井も「このプロジェクトが長町の中心になってほしい。大変な期待を持っている。」と歓迎の意思を表明していた。構想では土地区画整理事業地内の約16,000平方メートルに地上9階建てのビルを建設し、中国料理店や物産展、娯楽施設などを含む200店舗を出店させる計画で、2009年（平成21年）3月の開業を予定していた。
2005年（平成17年）7月に推進派の藤井が退任すると、新たに梅原克彦が仙台市長に就任した。梅原は通商産業省出身の対中強硬派であり、中華街建設に関して「政府も党も軍も財閥も一つにまとまっている中国人社会の怖さを知るべきだ。」と主張していた。また、市長の交代により計画していた訪問団の派遣も見送りとなった。同年12月12日に開催された仙台市議会の定例会では、梅原の政治的信条により中華街建設の方針が転換されたのか問われた質問に対し、以下のように述べた。

翌年2月22日に開催された仙台市議会の定例会では、前述の定例会で保留とした中華街の建設に関する質問に対し以下のように答弁し、計画を見送る方針を明らかにした。
同答弁では仙台市立病院の移転先をあすと長町とすることも表明し、中華街構想の見送りについては中瑞財団にもその旨が伝えられた。

### あすと長町の誕生

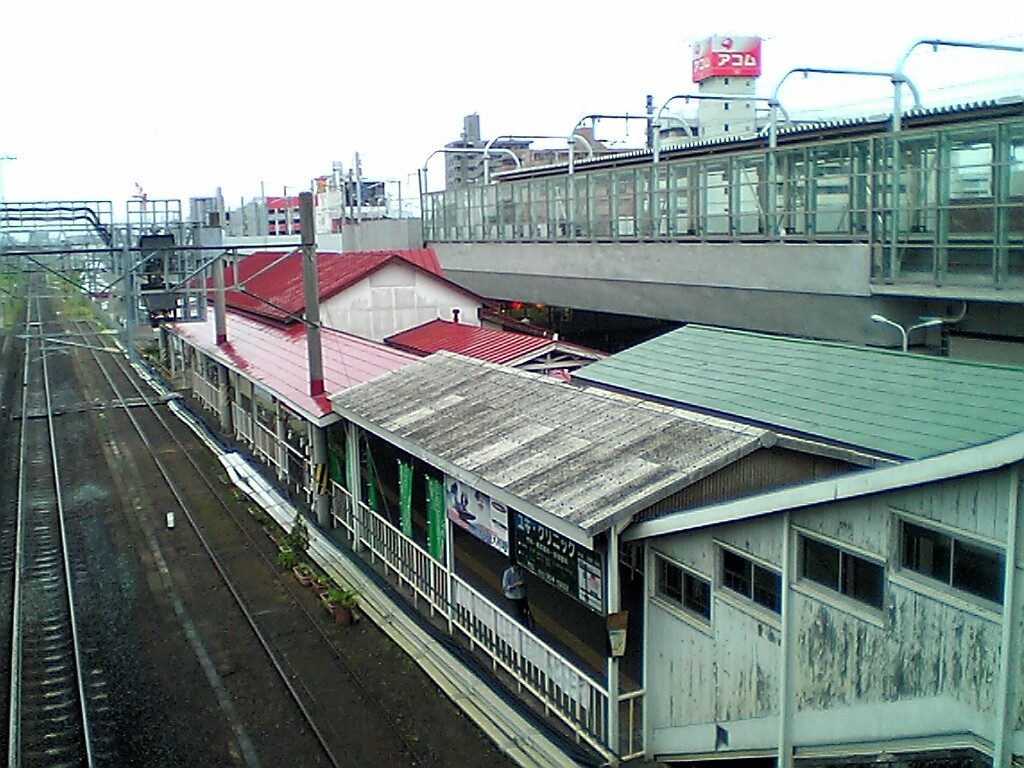
高架化直前の長町駅（2006年6月20日）

2005年（平成17年）6月14日、都市計画の変更を行い、施行範囲を従来の91.1ヘクタールから82.0ヘクタールへ減らしたほか、事業名を「仙塩広域都市計画事業仙台市あすと長町土地区画整理事業」へと変更した。翌年7月18日には仙台市告示第717号により新たに町名としてのあすと長町を設置し、全域で住居表示を実施した。
2006年（平成18年）9月18日には東北本線の高架化工事が完成し、長町駅が移転開業した。工事完成式典にはテープカットやくす玉割りが行われたほか、仙台市立東長町小学校吹奏楽団による記念演奏も実施された。
2007年（平成19年）3月18日、太子堂駅が開業。記念式典や仙台市立大野田小学校によるブラスバンド演奏のほか、縁日広場が開かれ、模擬店や催し物などが行われた。同年5月12日には事業区域のうち北半分（約40ヘクタール）の街びらきが行われ、同時にあすと長町大通り線と長町八木山線の一部が開通した。
| 平成22年仙台市告示第289号に伴う街区符号の変更図 |  | 平成22年仙台市告示第289号に伴う街区符号の変更図 |
| 平成22年仙台市告示第289号に伴う街区符号の変更図 |  |                                                 |

2010年（平成22年）8月2日、仙台市告示第266号によってあすと長町の区域の変更が行われ、仙台市告示第267号で新たに街区符号の設置、変更及び廃止が行われた。
2011年（平成23年）3月11日には東日本大震災が発生し、仮設住宅の建設が急務となった。都市再生機構と鉄道建設・運輸施設整備支援機構は保有するあすと長町38街区の用地を提供し、あすと長町仮設住宅が建設された。仮設住宅は2016年（平成28年）まで存在し、跡地は「ヤマダデンキ Tecc LIFE SELECT 仙台あすと長町店」となった。
2013年（平成25年）4月17日、換地計画が認可され、同年5月11日にはHALEOドーム（現在のタイヤワールド館ベストドーム）にて竣工式典が執り行われた。6月28日、換地処分が公告となり事業は完了となった。
東日本大震災による人口流入によって保留地が残るあすと長町は高層マンションや商業施設の建設ラッシュが起こり、地価は急上昇した。人口は増加の一途を辿り、2023年分の路線価上昇率はあすと長町大通りで15.6%と宮城県内で最も高くなった。

### 町名の変遷
町名の変遷は以下の通りとなる。
| 変更後 | 変更後 | 変更後                   | 変更前の区域（各一部） | 変更前の区域（各一部） | 変更前の区域（各一部） | 変更日                    |
| 自治体 | 自治体 | 町丁                     | 自治体                 | 自治体                 | 町丁                   | 変更日                    |
| ------ | ------ | ------------------------ | ---------------------- | ---------------------- | ---------------------- | ------------------------- |
| 仙台市 | 太白区 | あすと長町一丁目（新設） | 仙台市                 | 太白区                 | 郡山一丁目             | 2006年（平成18年）7月18日 |
| 仙台市 | 太白区 | あすと長町一丁目（新設） | 仙台市                 | 太白区                 | 長町一丁目             | 2006年（平成18年）7月18日 |
| 仙台市 | 太白区 | あすと長町一丁目（新設） | 仙台市                 | 太白区                 | 長町三丁目             | 2006年（平成18年）7月18日 |
| 仙台市 | 太白区 | あすと長町一丁目（新設） | 仙台市                 | 太白区                 | 長町五丁目             | 2006年（平成18年）7月18日 |
| 仙台市 | 太白区 | あすと長町一丁目（新設） | 仙台市                 | 太白区                 | 長町六丁目             | 2006年（平成18年）7月18日 |
| 仙台市 | 太白区 | あすと長町一丁目（新設） | 仙台市                 | 太白区                 | 八本松二丁目           | 2006年（平成18年）7月18日 |
| 仙台市 | 太白区 | あすと長町二丁目（新設） | 仙台市                 | 太白区                 | 長町五丁目             | 2006年（平成18年）7月18日 |
| 仙台市 | 太白区 | あすと長町二丁目（新設） | 仙台市                 | 太白区                 | 長町六丁目             | 2006年（平成18年）7月18日 |
| 仙台市 | 太白区 | あすと長町三丁目（新設） | 仙台市                 | 太白区                 | 郡山六丁目             | 2006年（平成18年）7月18日 |
| 仙台市 | 太白区 | あすと長町三丁目（新設） | 仙台市                 | 太白区                 | 郡山七丁目             | 2006年（平成18年）7月18日 |
| 仙台市 | 太白区 | あすと長町三丁目（新設） | 仙台市                 | 太白区                 | 諏訪町                 | 2006年（平成18年）7月18日 |
| 仙台市 | 太白区 | あすと長町四丁目（新設） | 仙台市                 | 太白区                 | 郡山一丁目             | 2006年（平成18年）7月18日 |
| 仙台市 | 太白区 | あすと長町四丁目（新設） | 仙台市                 | 太白区                 | 郡山二丁目             | 2006年（平成18年）7月18日 |
| 仙台市 | 太白区 | あすと長町四丁目（新設） | 仙台市                 | 太白区                 | 長町五丁目             | 2006年（平成18年）7月18日 |
| 仙台市 | 太白区 | あすと長町四丁目（新設） | 仙台市                 | 太白区                 | 長町六丁目             | 2006年（平成18年）7月18日 |
| 仙台市 | 太白区 | あすと長町三丁目（編入） | 仙台市                 | 太白区                 | 諏訪町                 | 2010年（平成22年）8月2日  |
| 仙台市 | 太白区 | あすと長町三丁目（編入） | 仙台市                 | 太白区                 | 太子堂                 | 2010年（平成22年）8月2日  |
| 仙台市 | 太白区 | あすと長町三丁目（編入） | 仙台市                 | 太白区                 | 長町六丁目             | 2010年（平成22年）8月2日  |
| 仙台市 | 太白区 | あすと長町四丁目（編入） | 仙台市                 | 太白区                 | 郡山二丁目             | 2010年（平成22年）8月2日  |
| 仙台市 | 太白区 | あすと長町四丁目（編入） | 仙台市                 | 太白区                 | 長町六丁目             | 2010年（平成22年）8月2日  |

## 年表
- 1983年（昭和58年）
  - 仙台市長町地区土地利用計画調査検討委員会が設立[51][14]。
  - 宮城県と仙台市による地区の現況調査が開始する[15]。
- 1984年（昭和59年）
  - 2月1日 - 長町操車場が廃止される[14]。
  - 基本構想策定調査が行われる[23]。
- 1986年（昭和61年）
  - 基本計画策定調査が行われる[23]。
  - 基盤整備事業の青写真づくりが着手される[51]。
- 1987年（昭和62年）4月1日 - 国鉄分割民営化に伴い、長町操車場跡地が日本国有鉄道清算事業団の所有となる[13]。
- 1988年（昭和63年）- 建設省の新都市拠点整備事業としての調査が行われる[15][14]。
- 1989年（平成元年）
  - 仙台市が政令指定都市に指定されたことに伴い、全域が仙台市太白区となる。
  - 土地区画整理事業および鉄道高架化などの事業方式について検討が行われる[14]。
- 1990年（平成2年）- 事業化検討調査が行われる[15]。
- 1992年（平成4年）- 都市計画決定に関する地元説明会が行われる[23]。
- 1993年（平成5年）4月 - 住宅・都市整備公団による事業の地区採択が大蔵省によって行われ、住宅・都市整備公団仙台事務所が開設される[23]。
- 1995年（平成7年）
  - 6月 - 「長町機関区移転に関する基本協定」が締結する[56]。
  - 11月10日 - 施行区域等の都市計画が決定。事業名を「仙塩広域都市計画事業仙台市長町副都心土地区画整理事業」とする[23]。
- 1997年（平成9年）5月2日 - 建設省告示第1170号によって土地区画整理事業認可が告示される[58][23][56]。
- 1998年（平成10年）2月27日 - 杜の広場と仙台市音楽堂の都市計画が決定する[23]。
- 2000年（平成11年）10月1日 - 住宅・都市整備公団から都市基盤整備公団に事業が継承される[23]。
- 2002年（平成13年）2月22日 - 第1回事業計画変更が認可される[23]。
- 2003年（平成14年）
  - 3月4日 - 第2回事業計画変更が認可される[23]。
  - 4月 - 「あすと長町まちづくり基本方針」が策定・公表される[73]。
- 2003年（平成15年）7月 - 「あすと長町マスタープラン」が策定・公表される[23]。
- 2004年（平成16年）7月1日 - 都市基盤整備公団から都市再生機構に事業が継承される[23]。
- 2005年（平成17年）6月14日 - 都市計画の変更を行い、事業名を「仙塩広域都市計画事業仙台市あすと長町土地区画整理事業」へと改める[23]。
- 2006年（平成18年）
  - 7月18日 - 仙台市告示第717号により新たに町名としてあすと長町一丁目・あすと長町二丁目・あすと長町三丁目・あすと長町四丁目が設置され[79]、仙台市告示第718号によって全域で住居表示が実施される[80]。
  - 9月18日 - 東北本線の高架化が完了し、長町駅が移転開業する[81]。
  - 10月 - 音楽堂予定地を市立病院移転先として正式決定する[23]。
- 2007年（平成19年）
  - 3月18日 - 東北本線に太子堂駅が開業する[82]。
  - 5月12日 - 街びらきが行われる。都市計画道路のあすと長町大通り線と長町八木山線の一部が開通する[84]。
  - 5月18日 - 都市計画が変更され、音楽堂の計画が廃止となる[23]。
- 2008年（平成20年）4月1日 - 長町駅東口駅前広場および太子堂駅前広場の供用が開始される[23]。
- 2010年（平成22年）
  - 8月2日 - 仙台市告示第266号によってあすと長町の区域の変更が行われ[85]、仙台市告示第267号で新たに街区符号の設置、変更及び廃止が行われる[86]。
- 2011年（平成23年）1月31日 - 第4回事業計画変更が認可される[23]。
- 2012年（平成24年）11月19日 - 第5回事業計画変更が認可される[23]。
- 2013年（平成25年）
  - 3月22日 - 都市計画道路の長町八木山線が開通する[23]。
  - 4月17日 - 換地計画が認可される[23]。
  - 5月11日 - HALEOドーム（現在のタイヤワールド館ベストドーム）にて竣工式典が行われる[90]。
  - 6月28日 - 換地処分が公告となり、土地区画整理事業が完了する[91]。
- 2014年（平成26年）
  - 3月31日 - 土地区画整理事業の完了に伴い、都市再生機構仙台都市整備事務所および仙台市役所あすと長町整備事務所が閉鎖される[93]。
  - 7月17日 - あすと長町二丁目にIKEA仙台が開業する[94]。
- 2021年（令和3年）
  - 2月5日 - 東日本放送の本社社屋が竣工し、本社をあすと長町一丁目に移転する[95]。
  - 3月27日 - 長町駅前にtekuteながまち2が開業する[96]。

## 世帯数と人口
2025年（令和7年）1月1日現在の世帯数と人口は以下の通りである。
| 丁目             | 世帯      | 人口    |
| ---------------- | --------- | ------- |
| あすと長町一丁目 | 636世帯   | 1,345人 |
| あすと長町二丁目 | 81世帯    | 206人   |
| あすと長町三丁目 | 563世帯   | 1,149人 |
| あすと長町四丁目 | 1,541     | 3,939人 |
| 計               | 2,821世帯 | 6,639人 |

## 小・中学校の学区
小・中学校の学区は以下の通りとなる。
| 丁目             | 街区符号          | 小学校       | 中学校     |
| ---------------- | ----------------- | ------------ | ---------- |
| あすと長町一丁目 | 全域              | 八本松小学校 | 郡山中学校 |
| あすと長町二丁目 | 1                 | 八本松小学校 | 郡山中学校 |
| あすと長町二丁目 | 2から町名の終わり | 東長町小学校 | 郡山中学校 |
| あすと長町三丁目 | 1から11           | 東長町小学校 | 郡山中学校 |
| あすと長町四丁目 | 1から2            | 八本松小学校 | 郡山中学校 |
| あすと長町四丁目 | 3から4            | 東長町小学校 | 郡山中学校 |

## 施設

### 公共
- 仙台市立病院（あすと長町一丁目1-1）[98]

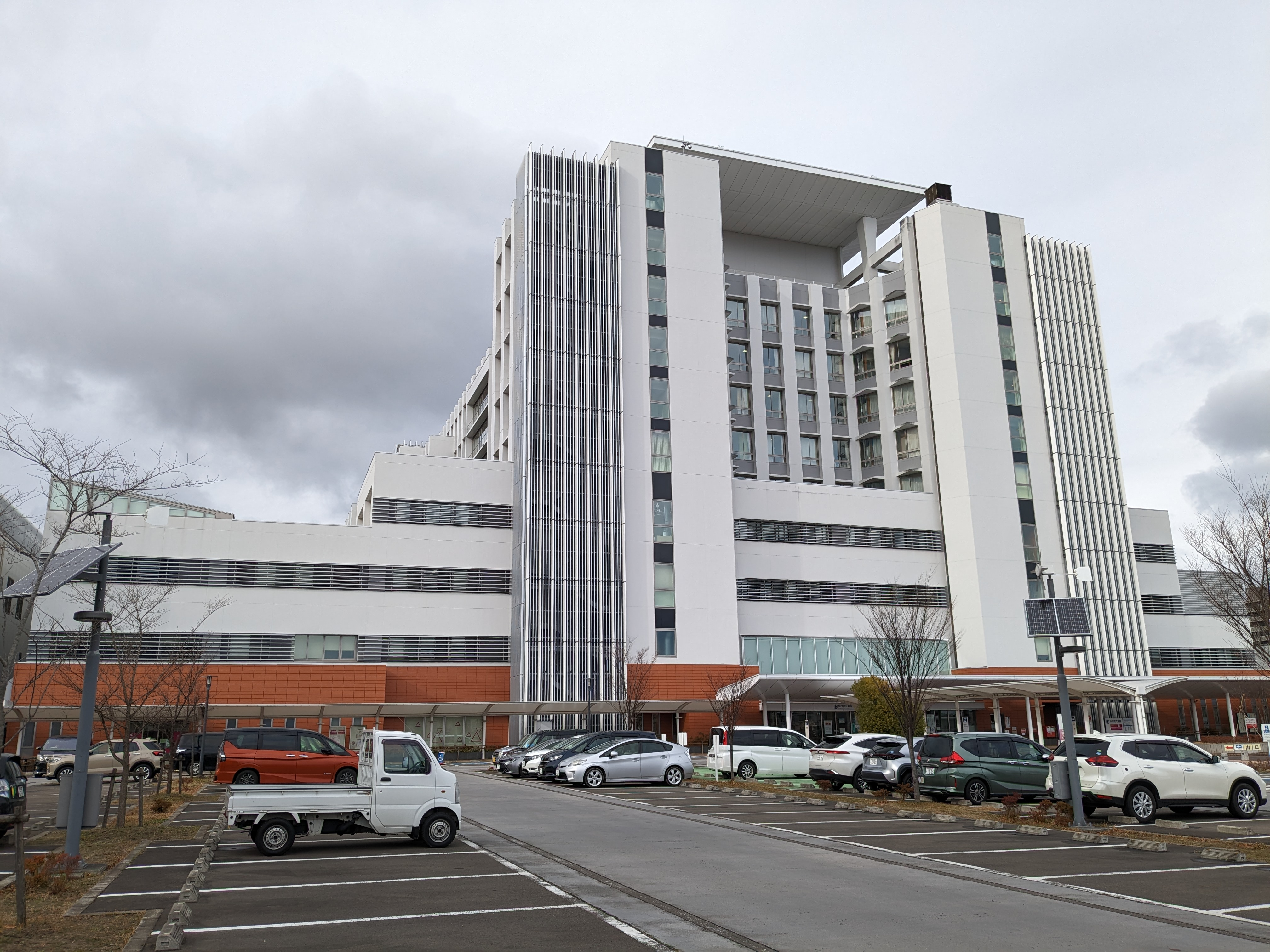
仙台市立病院（2022年12月18日）

  - 旧病院は仙台市若林区清水小路に存在し、老朽化や耐震性の問題から2006年（平成18年）10月にあすと長町土地区画整理事業地の第一街区北部へ移転することを決定した[98]。
  - 建設予定地の選定にあたっては、市内の医療機関の配置バランスに加え、地下鉄・バス・JRなどの公共交通機関の利便性、自家用車による容易な来院などが考慮された[99]。2014年（平成26年）11月1日に開院[98]。
- 国土交通省東北地方整備局仙台河川国道事務所（あすと長町四丁目1-60）[100]

### 公園

#### あすと長町三丁目公園
「あすと長町三丁目公園」は、あすと長町三丁目地内にある都市公園。種別は街区公園であり、面積は2,000平方メートル。

#### あすと長町中央公園

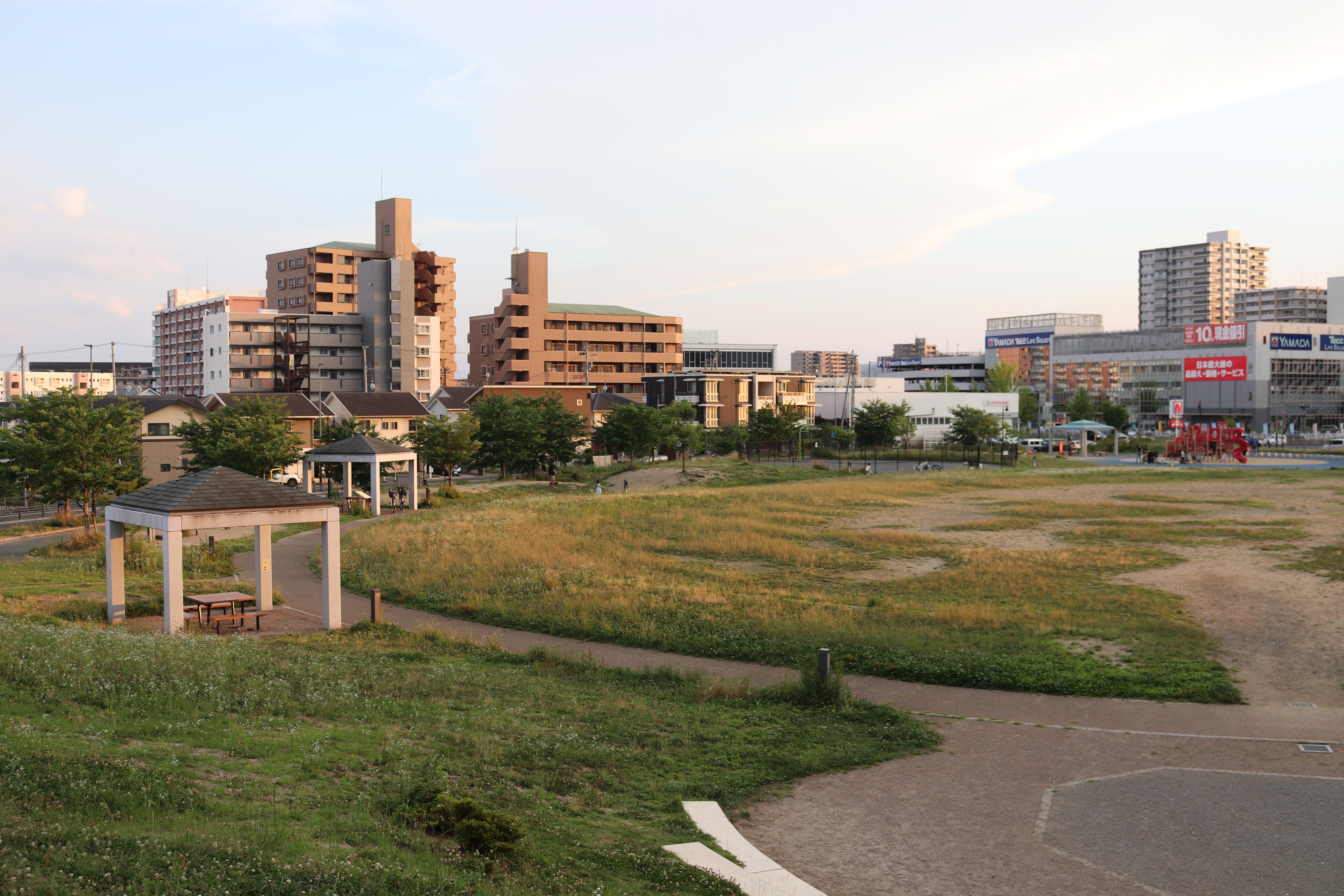
あすと長町中央公園（2024年7月4日）

「あすと長町中央公園」は、あすと長町四丁目4-1にある都市公園。施行者は仙台市。種別は近隣公園であり、面積は17,278平方メートル。2015年（平成27年）4月28日にお披露目会が行われ、テープカットや樹木の植樹式が開催された。
整備にあたっては地元住民に加え宮城大学、仙台市の三者で公園整備計画協議会を設立した。協議会では公園景観やデザインの参考にするため、市内の紫山公園や泉中央公園、新田東中央公園などを視察し、地元小中学校へのアンケートも行われた。植栽は協議会の意向を踏まえ、地元町内会から寄贈された三春滝桜の子孫樹やソメイヨシノなど32本の桜、24種70本の高木、キンモクセイ・マンサク・カンボクの中木6本、サツキツツジ・シャリンバイなどの低木3,315本、シバザクラ11,180鉢、ヤブランなどの地被類2,770鉢がエリアごとに植えられた。計画段階では親水施設の整備も提案されたが、維持管理費などの理由から断念した。

#### 杜の広場公園
「杜の広場公園」は、あすと長町一丁目2-3にある都市公園。あすと長町の「大規模集客施設街区」の中央に位置する。周辺にはゼビオアリーナ仙台や仙台市立病院などの医療・福祉施設が立地している。
施行者は仙台市。仙台市立病院の患者による利用を考慮した植物による憩いの空間と、イベント等の開催を創出する空間として整備された。シンボルツリーとしてモミノキが植えられている。広場北西部の「杜のせせらぎ」では暗渠化された郡山堀の水を引き込んでいる。

### 住宅

#### パークタワーあすと長町

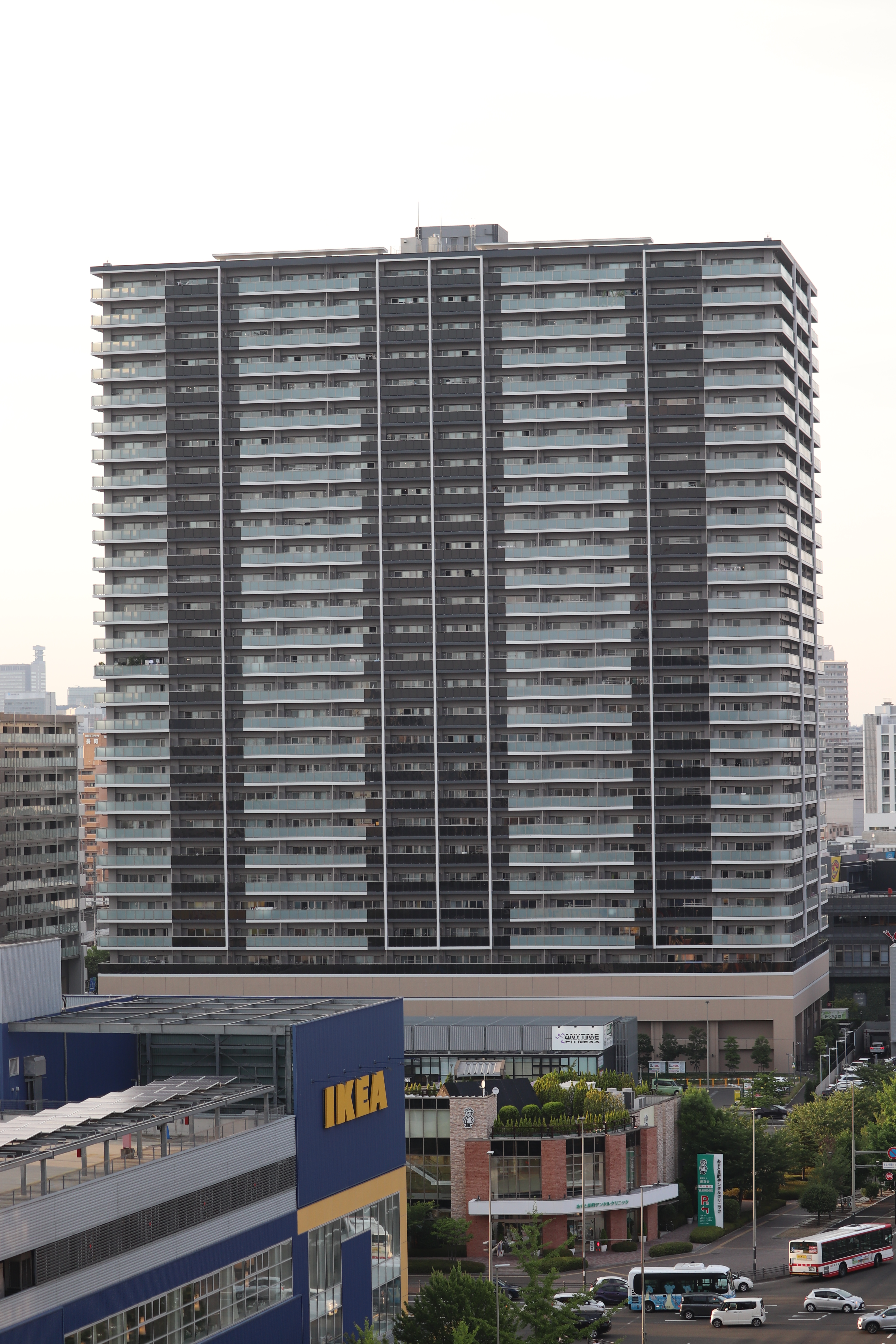
パークタワーあすと長町（2024年7月4日）

「パークタワーあすと長町」は、あすと長町一丁目5-42にある東北最大級のタワーマンションである。開発は三井不動産レジデンシャル、竣工は2019年（令和元年）。鉄筋コンクリート造地上28階建て、敷地面積は6,616平方メートル、延床面積は4万9,997平方メートル、総戸数は468戸であり、1973年（昭和48年）以降に東北地方で新築分譲されたマンションとしては最多の戸数となった。

#### あすと長町仮設住宅
「あすと長町仮設住宅」は、あすと長町三丁目1-1（あすと長町38街区）にかつて存在した東日本大震災後の仮設住宅である。総戸数は仙台市内最大の233戸、敷地面積は約2万3,667平方メートルで、市内で最も早く入居が開始された。
東日本大震災翌日の2011年（平成23年）3月12日、宮城県は応急仮設住宅建設のため、あすと長町38街区の用地提供を所有者である都市再生機構および鉄道建設・運輸施設整備支援機構に依頼した。これは震災前から行われていた宅地造成で早期着工が可能だったことや敷地面積の広さ、被災者の生活の便などが考慮されたためであり、仙台市内の第一次建設場所として選定された。同年3月28日から4月27日にかけて119戸が、4月6日から5月7日にかけて114戸がリース方式で建設され、市内で最も早い4月中旬に入居が開始された。
第一次の入居募集では阪神・淡路大震災の教訓で、従前コミュニティの維持と高齢者の孤立を防ぐ申し込み方法を採用し、申し込み条件を「10世帯以上」と設定した。しかし、実際は近隣住民と連絡が取れず入居を希望する知人を探すことが困難だったため、条件を満たすのはとても難しかった。津波で被災した沿岸地域から離れた市街地ということもあり、最終的には3グループ25戸が入居した。この3グループについても、被災前から親密な関係だったわけではなく、長期の避難所生活の中で形成されたコミュニティだった。
第二次募集では申し込み条件を「5世帯以上」へと変更、さらにはコミュニティ型入居の条件を撤廃し、同年7月からの第三次募集後にはほぼ全戸の入居が決まった。第一次募集・第二次募集で入居した5グループの内訳は以下の通りである。
| グループ         | 世帯数 | 募集期間 | 備考                                                                             |
| ---------------- | ------ | -------- | -------------------------------------------------------------------------------- |
| ひとのわ         | 10世帯 | 第一次   | 仙台市若林区荒浜新町の住民を中心とするグループ                                   |
| 荒浜             | 6世帯  | 第一次   | 荒浜新町と沿岸の旧集落（荒浜4町内）の住民を中心とするグループ                    |
| サニーハイツ高砂 | 9世帯  | 第一次   | 仙台市宮城野区福室二丁目の分譲マンション「サニーハイツ高砂」を中心とするグループ |
| 八本松・長町     | 7世帯  | 第二次   | 仙台市太白区八本松および長町の住民を中心とするグループ                           |
| 郡山六丁目       | 6世帯  | 第二次   | 仙台市太白区郡山六丁目の住民を中心とするグループ                                 |

入居者の多くは高齢者世帯の単独入居で、第一次・第二次募集の際に条件だったコミュニティ型入居は5グループにとどまった。また、気仙沼や南三陸、石巻、南相馬といった遠方かつ他市町村の被災者と、太白区緑ケ丘や八木山団地といった宅地被災者の受け皿となったことで、殆どの世帯が隣の入居者を知らない状況になっていた。多地域から被災者が集まったことで、入居開始直後はゴミ出しや駐車位置などの些細なトラブルが起き、朝から酒を飲んで徘徊する、棒を振り回して他者を恫喝するといった問題行動が日常的となった。
治安の悪化によって自治組織の機運が高まり、従前の居住地が隣接する「ひとのわ」グループと「荒浜」グループが同年8月上旬に合併、「あすと長町仮設ひとのわコミュニティーグループ」が誕生した。他3グループにも声を掛け、同年8月25日「あすと長町運営委員会」が65世帯の賛同を得て発足した。行政への要望が約20項目ある中で、町内会や自治会と名乗れば行政の紐付きになってしまい要望が通らない可能性をや単独入居者との関係性を考慮し、町内会や自治会ではなく運営委員会と名乗った。住宅内の秩序形成や支援団体・行政との交渉窓口となったことで賛同者は200世帯を超え、翌年3月には「あすと長町仮設住宅自治会」へ改組された。
自治会の形成とほぼ同時期に、「あすと長町コミュニティ構築を考える会」が発足し、仮設住宅で築いたコミュニティを維持した災害公営住宅を作るための勉強会を定期的に開催した。結果として住民提案は実現できなかったものの、コミュニティ入居枠という一般抽選の上位の入居枠が生まれることになり、80世帯を超える住民が無抽選で災害公営住宅に入居できた。
災害公営住宅の建設に先立ち、2015年（平成27年）4月に「卒居式」という名称で自治会の解散式を行った。会則上の解散には入居者の四分の三以上の同意が必要であること、「自治会」が管理する助成金・義援金の財務処理などが主な理由である。「あすと長町コミュニティ構築を考える会」は災害公営住宅への入居後、「つながりデザインセンター・あすと長町」へ改組、2020年（令和2年）に法人格を取得し「特定非営利活動法人つながりデザインセンター」へ改称した。
2016年（平成28年）8月末に全員が退去し、同年10月17日より解体工事が始まった。解体撤去はリース業者が行い、同年12月16日には最後の1棟が解体、仙台市内から仮設住宅が姿を消した。2017年（平成29年）2月には借主である宮城県から鉄道建設・運輸施設整備支援機構と都市再生機構に返還され、宮城県知事の村井嘉浩より感謝状が贈呈された。
跡地を含む周辺地域に関する条件は1区画あたり「2,000平方メートル以上」と設定されていたが、用地返還にあたり都市計画審議会で条件を緩和し、北側を除き開発条件を「165平方メートル以上」に変更した。2019年（令和元年）6月28日、ヤマダ電機が店舗建設のため用地の東側約1万6,300平方メートルを取得した。用地は長町駅東遺跡の一部であるため、店舗建設に伴い第14次発掘調査が行われた。その後、2022年（令和4年）11月3日に「ヤマダデンキ Tecc LIFE SELECT 仙台あすと長町店」が開店した。

#### あすと長町市営住宅

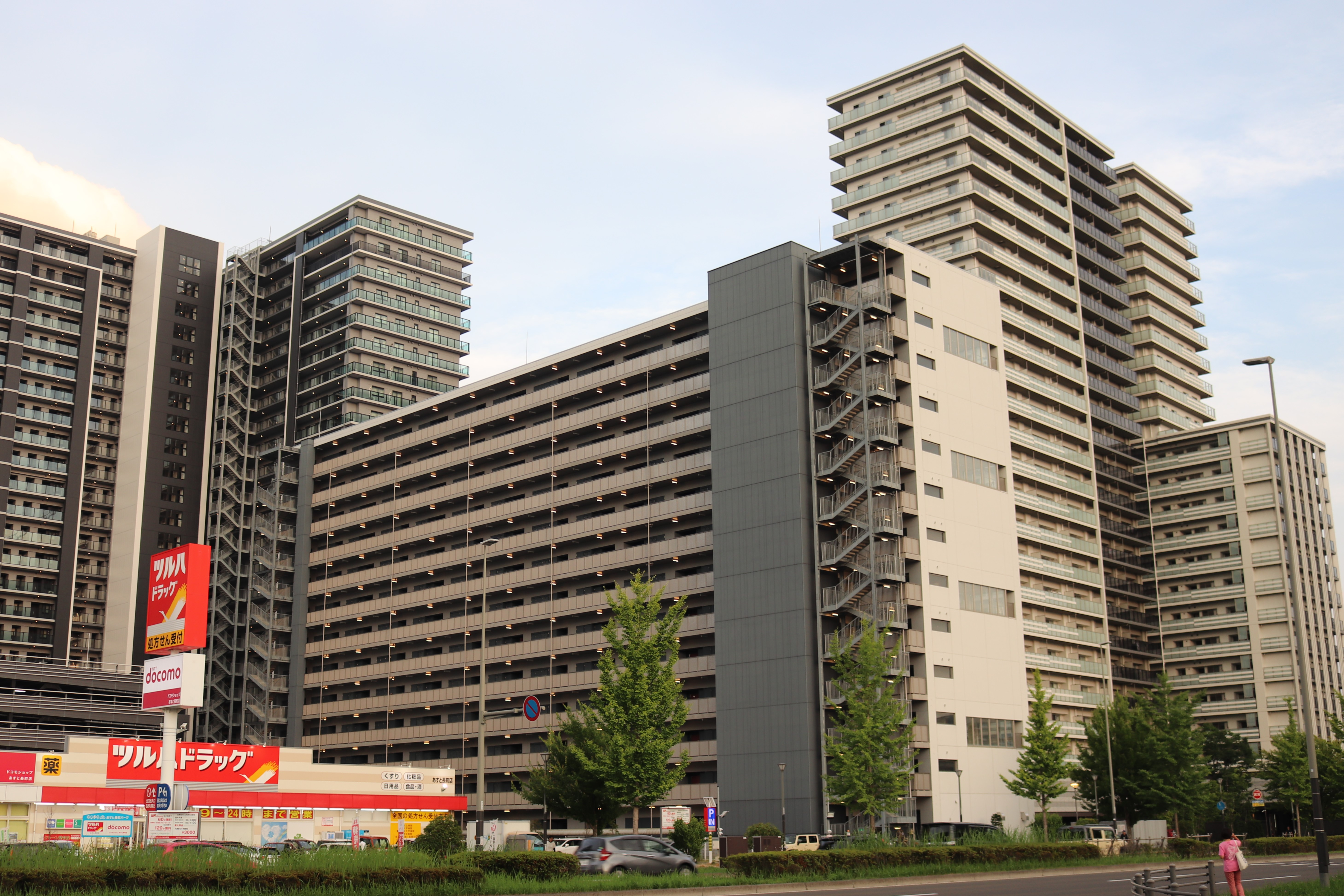
あすと長町市営住宅（2024年7月4日）

「あすと長町市営住宅」は、あすと長町四丁目3-58にある災害公営住宅である。敷地面積3,304.68平方メートル、建築面積は1,225.82平方メートル、延床面積は1万1,092.97平方メートル、総戸数は163戸。施工主はピーエス三菱、設計は山下設計。
あすと長町仮設住宅に代わり災害公営住宅として建設された。早期供給を図るため民間企業が建てた建物を行政が買い取る「公募買取方式」を採用し、プレキャスト・プレストレストコンクリート（PCaPC）工法の構造体を利用して工期を約40％削減した。2015年（平成27年）4月より入居が始まったが、西側を除く隣接地に24階建て高層マンション3棟が建設され、日照を確保できない問題も起きている。

### 郵便局
- tekuteながまち郵便局（あすと長町一丁目5-5）[121]
  - 商業施設「tekuteながまち2」開業に伴い、長町六丁目に存在した仙台長町六郵便局が2021年（令和3年）3月25日に移転・改称した郵便局である[121]。

### 保育所・認定こども園
- あすと長町保育所（あすと長町一丁目6-37）[122]
- あすと長町 こぶたの城こども園（あすと長町三丁目2-23）[123]

## 企業・店舗

### 一丁目

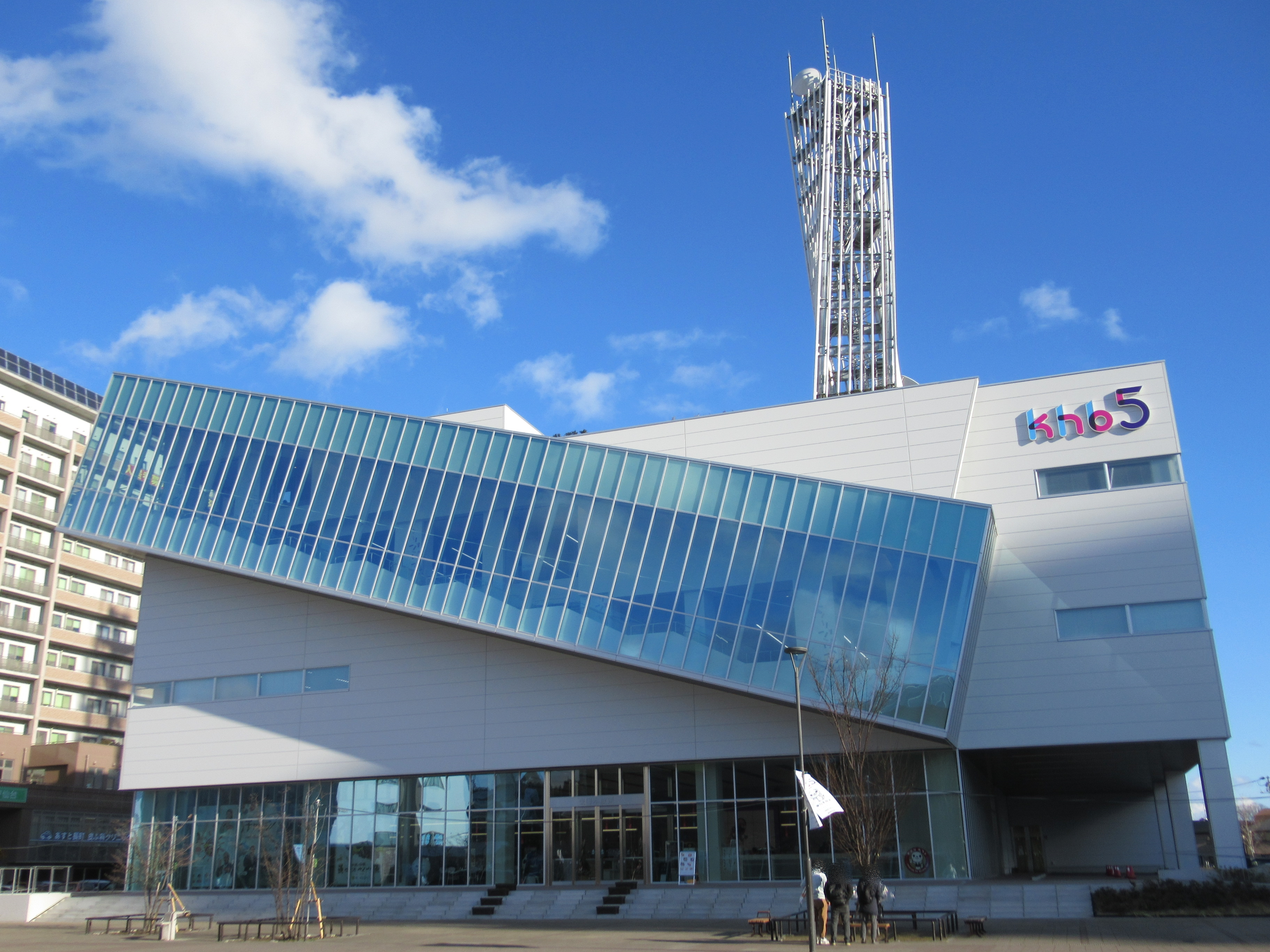
東日本放送の本社屋（2022年1月7日）

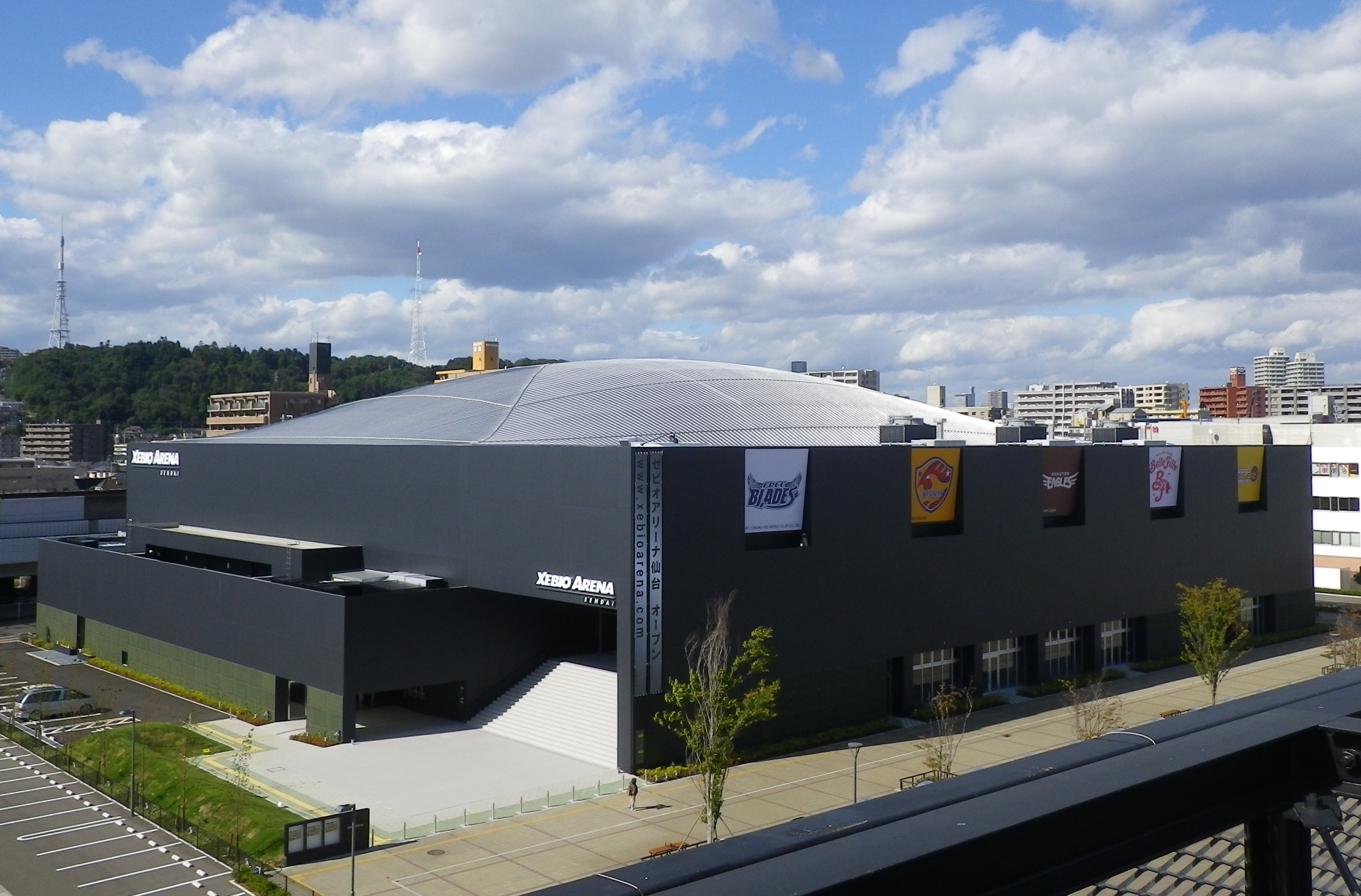
ゼビオアリーナ仙台（2012年10月12日）

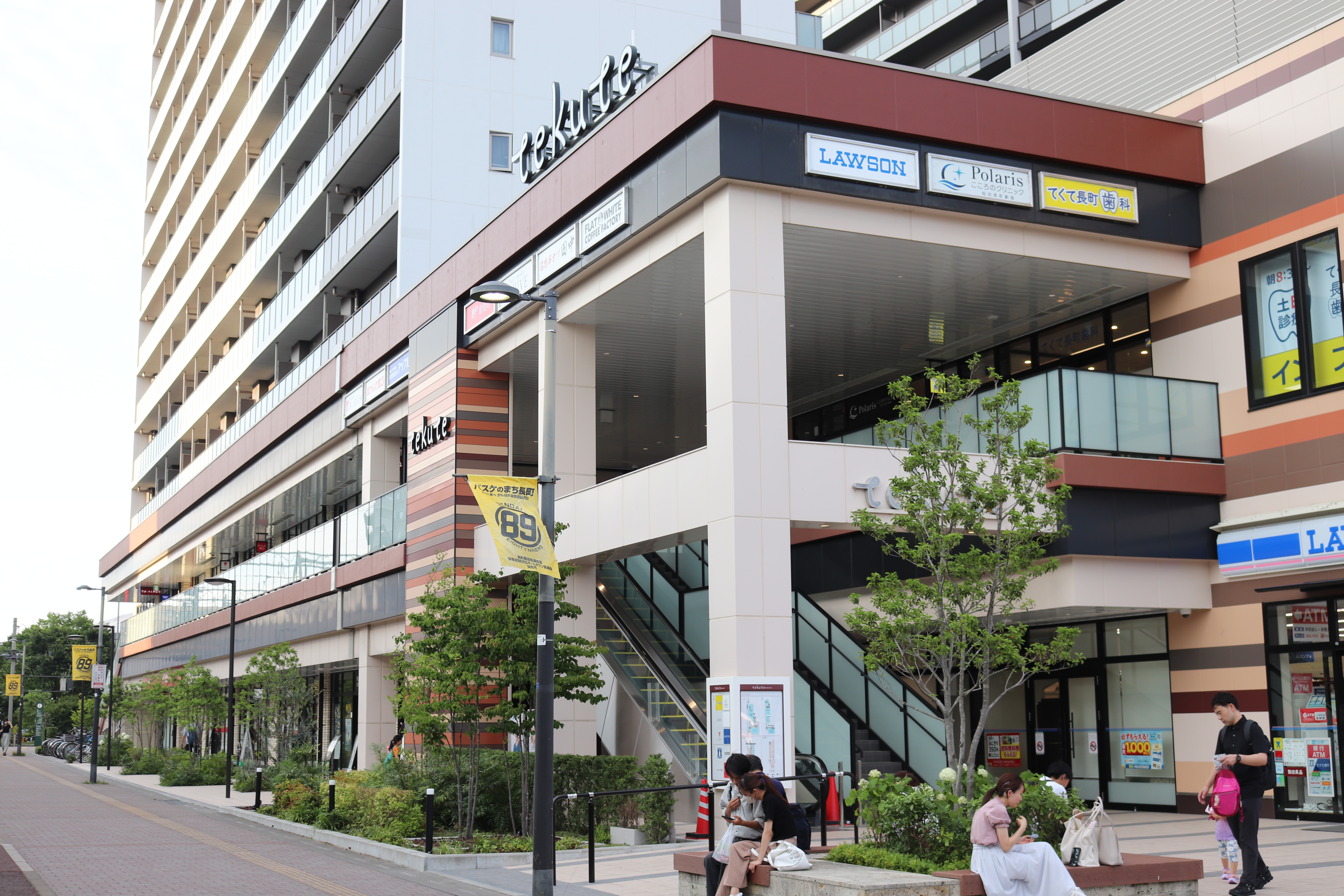
tekuteながまち2（2024年7月4日）

- 仙台長町メディカルプラザ（あすと長町一丁目2-1）[124]
- グリーンライフ仙台（あすと長町一丁目3-1）[125]
- 東日本放送（あすと長町一丁目3-15）[95]
  - 移転前は仙台市青葉区双葉ケ丘二丁目に本社社屋が存在したが、2016年（平成28年）3月7日付で所有者の日本通運と土地取得契約を結び、翌日本社移転を発表した[126]。
  - あすと長町を移転先に選んだ理由として東日本放送は「交通の利便性が高く、地域と交流できる場所として最も適している」とした[126]。2021年（令和3年）2月5日に竣工[95]。
- ゼビオアリーナ仙台（あすと長町一丁目4-10）[127]
- スーパースポーツゼビオ あすと長町店（あすと長町一丁目4-50）[128]
- tekuteながまち2（あすと長町一丁目5-4）[129]
  - JR東日本グループが運営を行い、首都圏以外で初となる賃貸住宅と併設した商業施設として2021年（令和3年）3月27日に開業した[96]。

### 二丁目
- IKEA仙台（あすと長町二丁目1-1）[130]

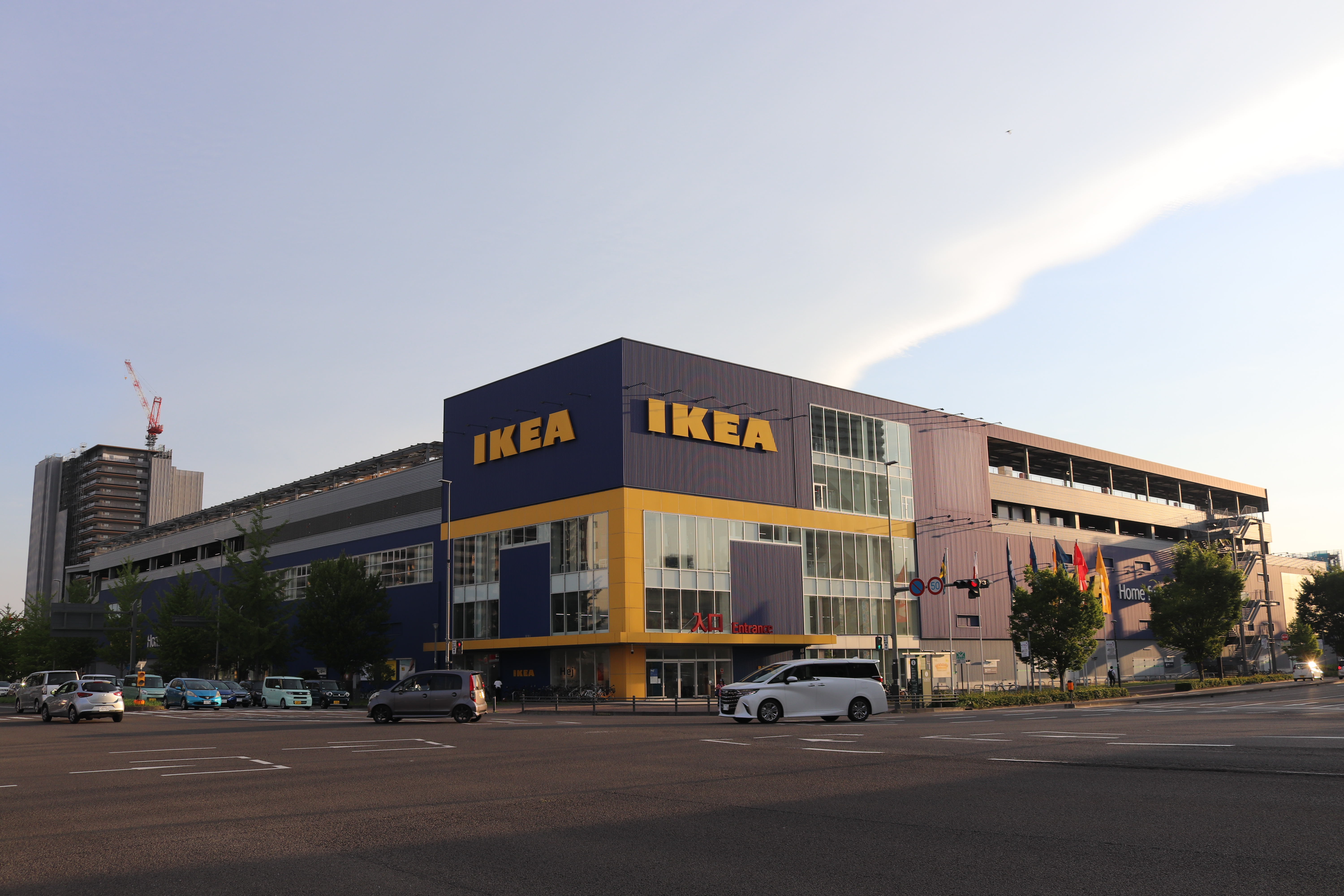
IKEA仙台（2024年7月4日）

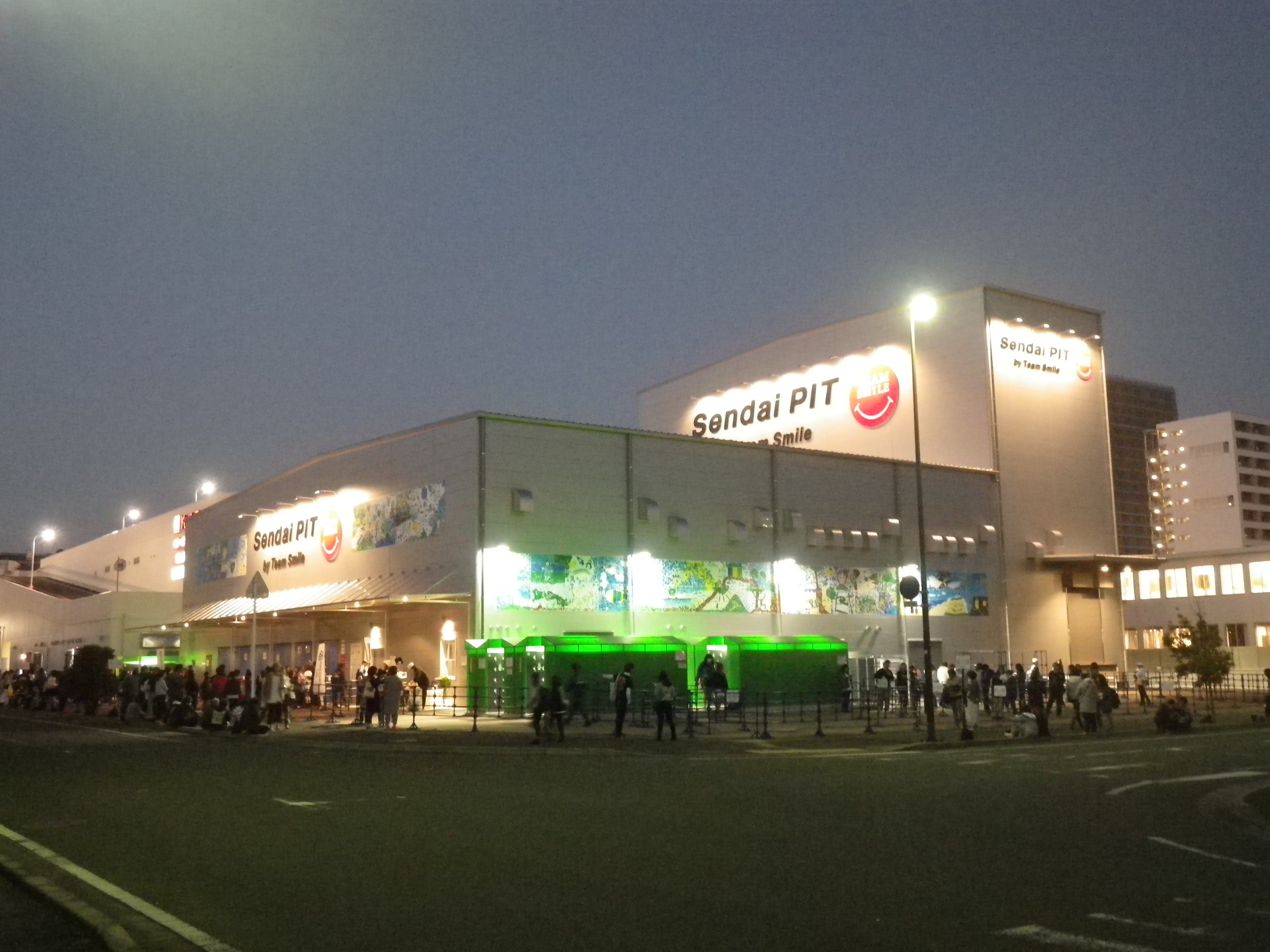
仙台PIT（2016年10月14日）

  - 2012年（平成24年）3月7日、イケア・ジャパンは仙台市内への大型店の出店を正式表明し[131]、同年6月15日には鉄道建設・運輸施設整備支援機構が所有していた「あすと長町土地区画整理事業16街区」を取得した[132]。
  - イケア・ジャパンは大型店出店にあたってあすと長町を選んだ理由として、公共交通機関や道路アクセスなどの利便性の高さを挙げた[132]。2014年（平成26年）7月17日に開業し、オープンセレモニーには宮城県知事である村井嘉浩や仙台市長の奥山恵美子が出席した。オープンセレモニーで奥山はあすと長町について「仙台が20年来作ってきた南の大きな拠点の町。11月には仙台市立病院もすぐ隣に移転し、年度末には復興公営住宅も3カ所立つ予定。復興に向けて希望のまちづくりが、ここあすと長町からイケアさんと共に始まる。」と述べた[94]。
- ヨークベニマル あすと長町店（あすと長町二丁目2-10）[133]
  - 2009年（平成21年）11月27日に開店[134]。
- 洋服の青山 あすと長町店（あすと長町二丁目2-28）[135]
- 仙台PIT（あすと長町二丁目2-50）[136]
- コーナン あすと長町店（あすと長町二丁目3-10）[137]
  - 2013年（平成25年）に開店。コーナンとして東北で初めて出店した店舗である[138]。

### 三丁目
- ヤマダデンキ Tecc LIFE SELECT 仙台あすと長町店（あすと長町三丁目1-29）[139]
- 東北電気保安協会（あすと長町三丁目2-36）[140]
- 東北労働金庫 長町支店（あすと長町三丁目3-46）[141]
- カワチ薬品 あすと長町店（あすと長町三丁目12-20）[142]
- ヨークベニマル 太子堂店（あすと長町三丁目12-30）[143]

### 四丁目
- マクドナルド 仙台長町店（あすと長町四丁目2-1）[144]
- ツルハドラッグ あすと長町店（あすと長町四丁目3-5）[145]

## 史跡

### 長町駅東遺跡

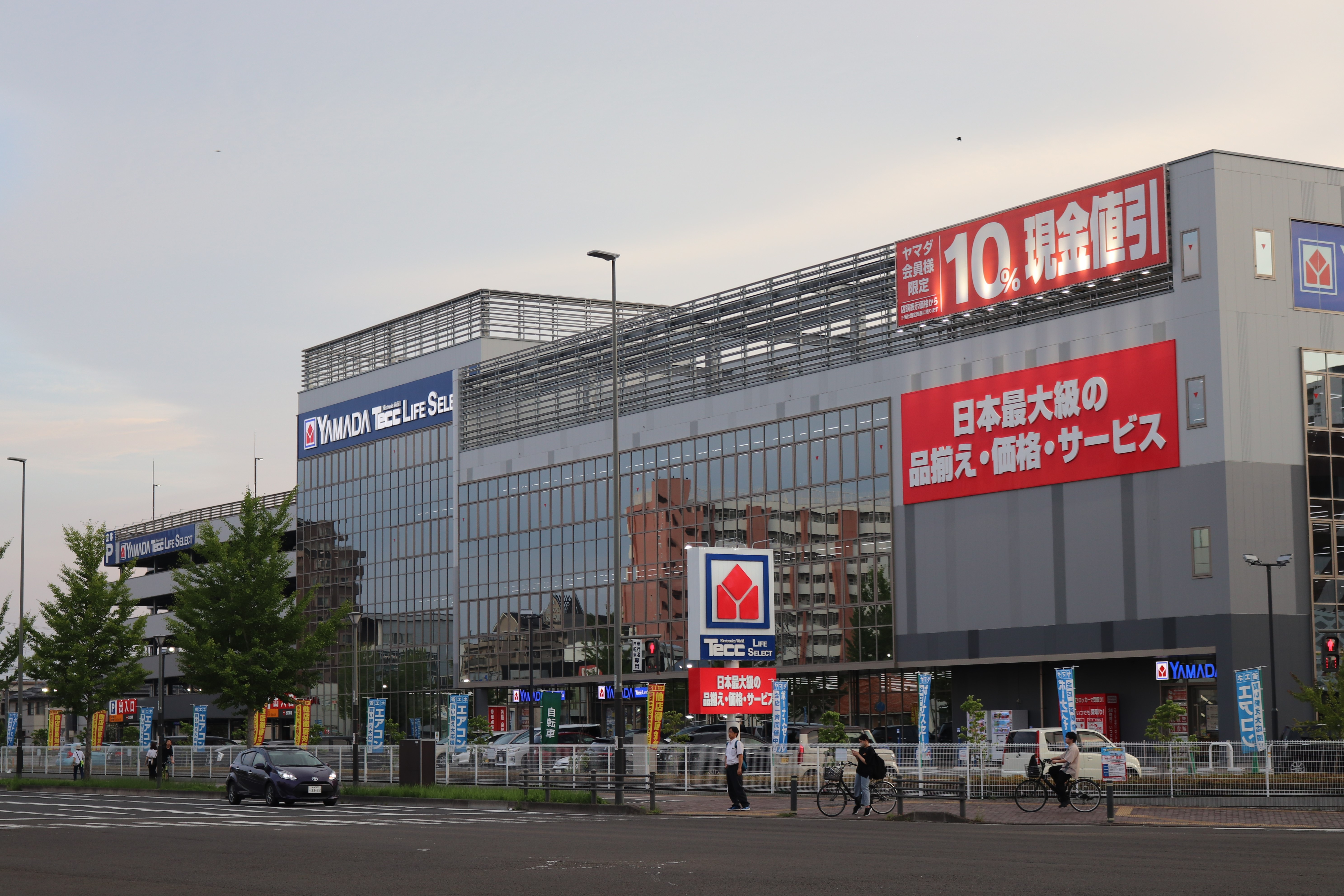
長町駅東遺跡に建てられたヤマダデンキ Tecc LIFE SELECT 仙台あすと長町店（2024年7月4日）

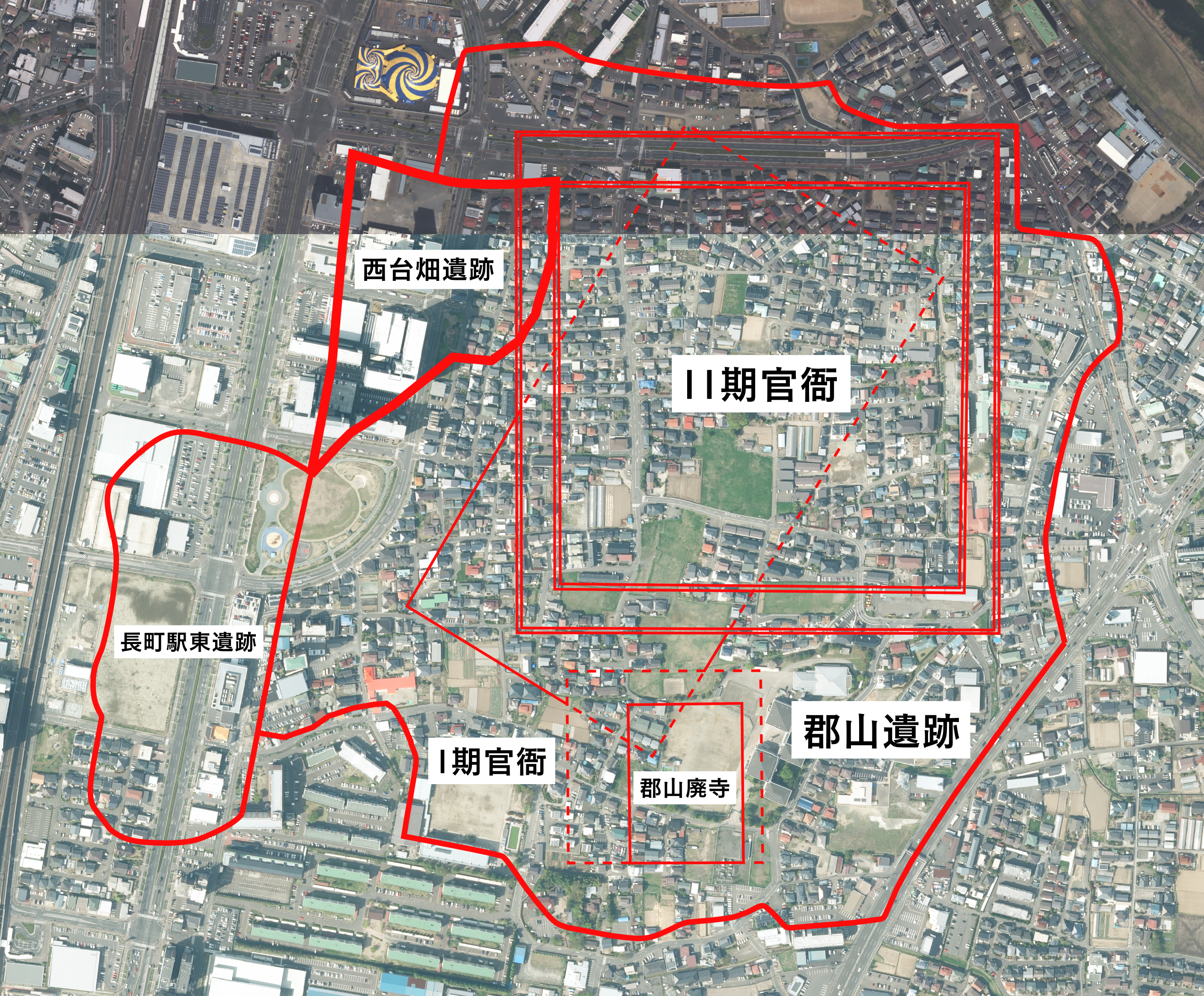
長町駅東遺跡・西台畑遺跡・郡山遺跡の位置図

長町駅の東側、広瀬川と名取川に挟まれた郡山低地の自然堤防および後背湿地上に位置する。宮城県の遺跡登録番号は010449。標高は10メートル前後であり、面積は約75,000平方メートル、遺跡の範囲は東西200メートル・南北600メートルとされている。かつて国鉄の貨物ヤードであったことから、場所により遺構が完全に破壊されている場所もある。1991年（平成3年）と1994年（平成4年）に遺跡の範囲確認調査が仙台市教育委員会によって行われ、隣接する郡山遺跡と同時期の遺跡であることが判明した。また、縄文時代および弥生時代の遺構や遺物も発見されている。
弥生時代中期の遺構としては竪穴建物跡や土器埋設遺構、土壙墓、水田跡が見つかっており、このうち竪穴建物跡は遺跡中央北部で1軒、土器埋設遺構と土壙墓は合わせて10基が発見されている。水田跡は竪穴建物跡の北側に広がっており、仙台平野における当時に居住域や墓域、生産域がまとまって見つかった例として貴重とされている。
| 1期 | 5世紀中頃から末頃      |
| 2期 | 6世紀初めから末頃      |
| 3期 | 7世紀初めから前半      |
| 4期 | 7世紀中頃から後半      |
| 5期 | 7世紀末頃から8世紀初め |
| 6期 | 8世紀前半から          |

古墳時代から飛鳥時代・奈良時代にかけての竪穴建物については概ね1期から6期に分けられる。1期は第6・9次調査で発見され、遺跡南側の河川跡の近くに数軒存在する。2期は1期と同様の場所に造られているが、遺跡北側にも数軒認められる。3期は2期と同様に遺跡の北側と南側に造られているが、北側に建物跡が増加する傾向がみられる。また、同時期の掘立柱建物跡や区画施設と考えられる柱列跡も見つかっている。4期から5期にかけては郡山遺跡で見つかった官衙の造営・運営時期にあたり、遺跡全体に遺構が分布している。4期では北東側が大規模な溝と材木列によって区画されていたが、5期になるについれて徐々に機能が失われていたことが分かっている。6期になると竪穴建物跡が大幅に減少し、郡山遺跡の官衙機能が多賀城へ移転したことで居住域から耕作地として転用されたと考えられている。竪穴建物跡は延べ700軒以上が発見されており、最大13軒の竪穴建物跡が重なっている例も発見された。
ヤマダデンキ Tecc LIFE SELECT 仙台あすと長町店の建設工事に伴って2019年（令和元年）7月から翌年3月にかけて行われた第14次発掘調査では、竪穴建物跡からかまどや煙道、貯蔵穴、柱穴、壁際に壁材を立てるための周溝などが発見された。煙道は北側を向いたものが多かった。また、土師器や須恵器のほか弥生土器も少数出土しており、石製の紡錘車や扁平片刃石斧も発掘された。古代集落跡の調査の他に河川跡の調査および下層調査も行われ、河川跡は弥生時代の遺物を含む層を壊し、北西から南東方向にやや蛇行しながら流れていたことが分かった。河岸の調査では土師器や須恵器、切子玉などの石製品が出土し、下層調査では異なる河川跡が縄文・弥生時代の層を一部壊しながら流れていたことも確認された。

### 西台畑遺跡
広瀬川と名取川にはさまれた郡山低地の東側、標高約11メートルの自然堤防上に存在する。住所はあすと長町四丁目3であり、面積は6,226平方メートル。1957年（昭和32年）、煉瓦工場の敷地内で粘土の採掘中に弥生土器が発見され、東北大学の伊東信雄により出土状況が行われ存在が明らかになった。1998年（平成10年）以降は土地区画整理事業に伴う発掘調査が行われ、古墳時代前期から古代にかけて多数の竪穴建物跡が発見されたことから、長町駅東遺跡の集落とともに東北地方最大級の集落があったと考えられている。

## 交通

### 鉄道

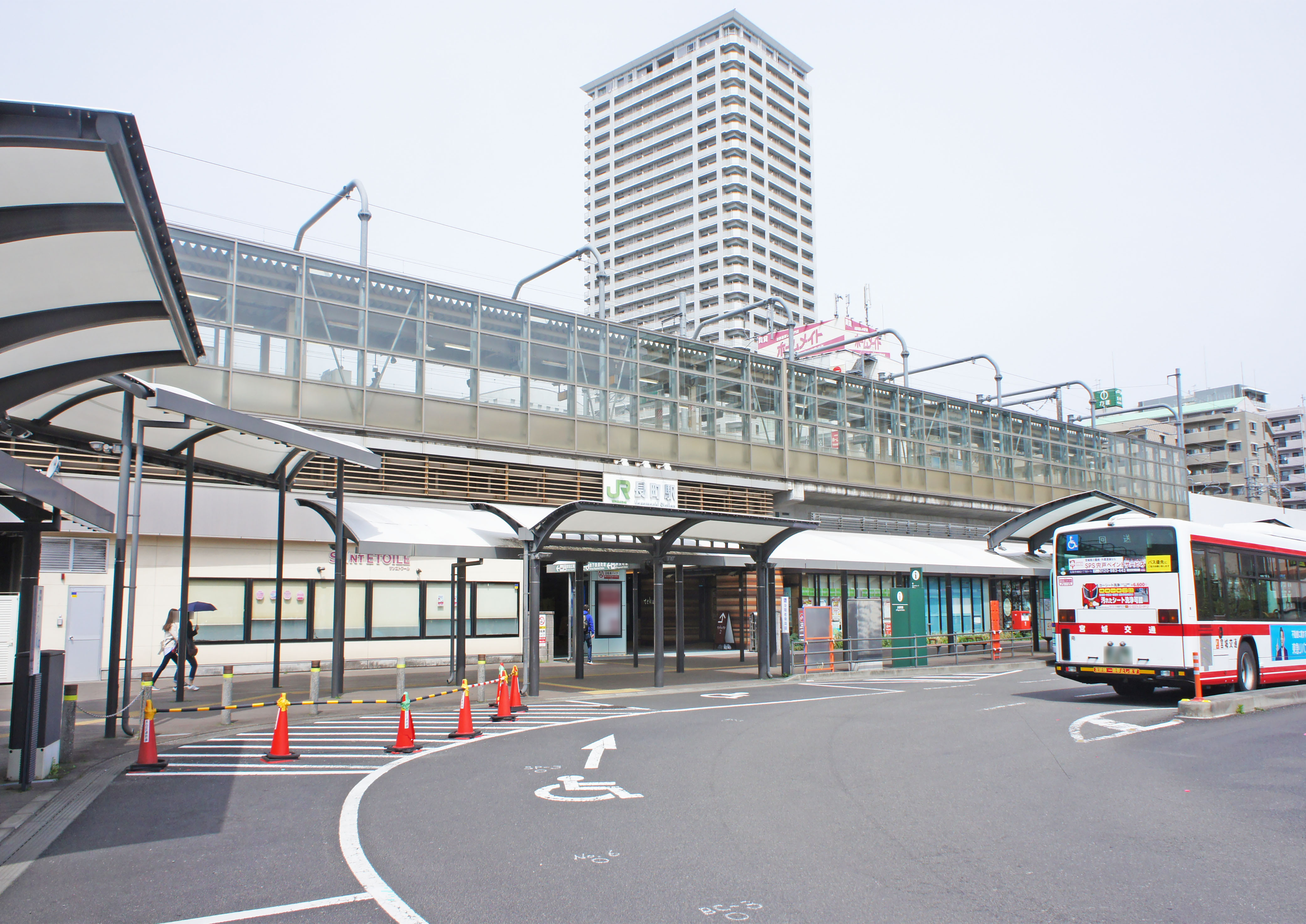
長町駅（2022年4月24日）

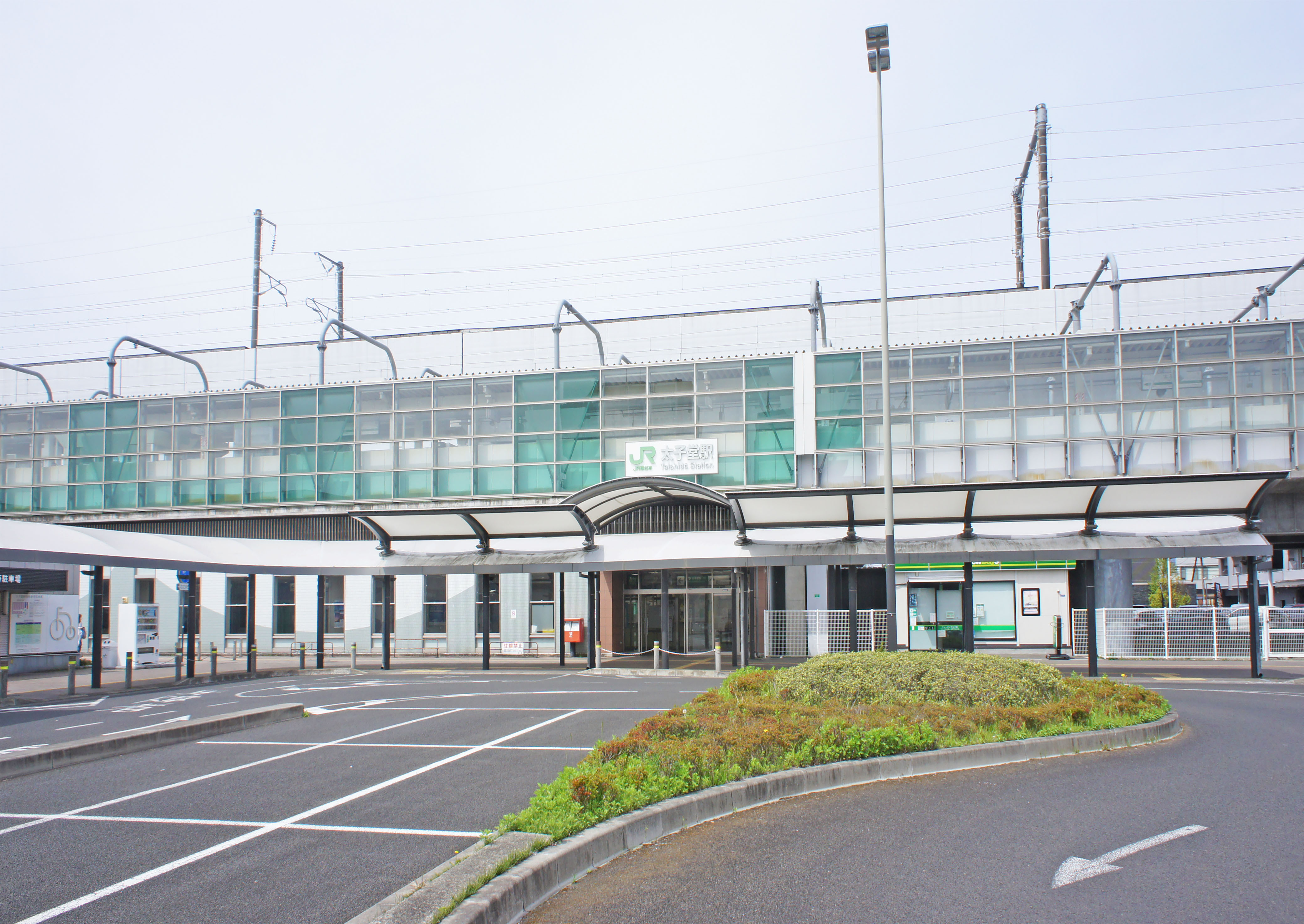
太子堂駅（2022年4月24日）

- 東日本旅客鉄道
  - 長町駅 - 太子堂駅（■東北本線）[注 1]

### バス
- 仙台市営バス[153][154]
  - 長町駅東口（30/36/40/48/58/60/75/77/610系統）
  - 市立病院（10/15/30/40系統）
- 宮城交通[155]
  - あすと長町二丁目 - あすと長町三丁目 - 太子堂駅前（20系統）
  - 市立病院 - 長町駅東口（6/8/11/19/28系統）
  - 長町駅東口（2/6/8/11/17/19/21/24/26/27/28/29系統）
  - 市立病院入口（21/31系統）
- ジェイアールバス東北[156]
  - 長町駅東口（仙台 - 首都圏線）

### 道路

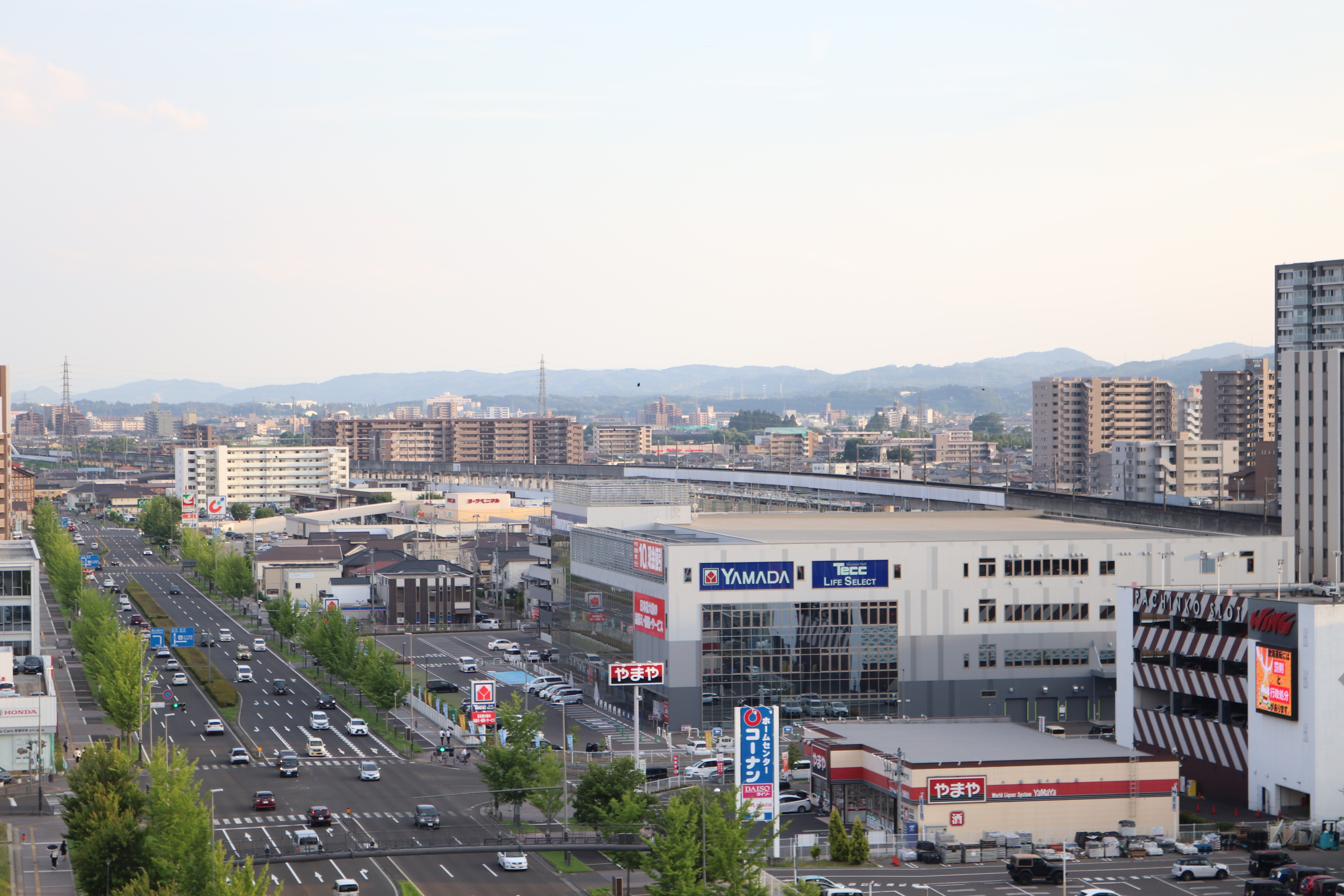
宮城県道273号仙台名取線（2024年7月4日）

#### 一般国道
- 一般国道は現在通っていない。2007年（平成19年）5月に地区内を南北に貫く「仙台市道あすと長町大通り線」が全線開通したことに伴い、翌年4月1日より全区間が国道4号として指定を受けたが[157]、後に「事務・権限の移譲等に関する見直し方針について」が閣議決定され、これに基づき仙台バイパスに並行する区間が仙台市に移管、地区内の国道4号についても2015年（平成27年）4月1日より宮城県道273号仙台名取線となった[10]。

#### 一般県道・主要地方道
- 宮城県道273号仙台名取線[9][10]
- 仙台市主要地方道90号仙台南環状線[11]

道路愛称路線
- 14 広瀬河畔通（宮城県道273号仙台名取線）[158]